# Lijst van rijksmonumenten in Delft
Delft telt 697 rijksmonumenten. De meeste Delftse monumenten staan in de binnenstad. In 1967 werden de eerste 500 rijksmonumenten aangewezen.
Delft heeft vier beschermde stadsgezichten: de historische binnenstad (aangewezen in 1976), de Nieuwe Plantage, het Agnetapark en de vooroorlogse TU-wijk werden in 2009 aangewezen.
Straten met veel rijksmonumenten zijn:
- Lijst van rijksmonumenten in Delft/Oude Delft (178)
- Lijst van rijksmonumenten in Delft/Koornmarkt (58)
- Lijst van rijksmonumenten in Delft/Markt (56)

Zie ook de gemeentelijke monumenten in Delft.
| Object | Oorspronkelijke functie?  | Bouwjaar                                                            | Architect                                                     | Locatie | Coördinaten?                  | Nr.?   | Afbeelding |
| --- | ------------------------- | ------------------------------------------------------------------- | ------------------------------------------------------------- | --- | ----------------------------- | ------ | --- |
| Pand met schilddak en houten kroonlijst | Woonhuis                  | vroeg 19e eeuw (karakter)                                           |                                                               | Achterom 2 | 52° 0' 24" NB, 4° 21' 40" OL  | 11704  | Meer afbeeldingen |
| Pand met eenvoudig tuitgeveltje. Goede winkelpui, in de verdiepingsvensters negenruits- en in het zoldervenster vijfentwintigruitsschuiframen | Woonhuis                  | 16e eeuw (oorsprong) eerste helft 19e eeuw (winkelpui)              |                                                               | Achterom 6 | 52° 0' 24" NB, 4° 21' 41" OL  | 11705  | Meer afbeeldingen |
| Pand met eenvoudige trapgevel met boven het venster van de zolderverdieping geblokte ontlastingsboog. Deuromlijsting met pilasters en hoofdgestel | Woonhuis                  | eerste helft 17e eeuw                                               |                                                               | Achterom 45 | 52° 0' 24" NB, 4° 21' 43" OL  | 11706  | Meer afbeeldingen |
| Pand met eenvoudige trapgevel met boven het venster van de zolderverdieping geblokte ontlastingsboog. Deuromlijsting met pilasters en hoofdgestel | Woonhuis                  | eerste helft 17e eeuw                                               |                                                               | Achterom 47 | 52° 0' 24" NB, 4° 21' 43" OL  | 11707  | Meer afbeeldingen |
| Een getoogd natuurstenen poortje, waarboven gevelsteen met voorstelling van een boom en jaartal | Erfscheiding              | 1620                                                                |                                                               | Achterom poort bij nr 47-53 | 52° 0' 24" NB, 4° 21' 43" OL  | 11708  | Een getoogd natuurstenen poortje, waarboven gevelsteen met voorstelling van een boom en jaartal |
| Maria en Ursulakerk | Kerk en kerkonderdeel     | 1743                                                                |                                                               | Bagijnhof 21-23 (achter) | 52° 0' 49" NB, 4° 21' 11" OL  | 11709  | Meer afbeeldingen |
| Pastorie Oud Kath. Kerk. Herenhuis met lijstgevel. Deuromlijsting met pilasters en hoofdgestel. Stoephek | Woonhuis                  | derde kwart 19e eeuw                                                |                                                               | Bagijnhof 25 | 52° 0' 49" NB, 4° 21' 12" OL  | 11710  | Meer afbeeldingen |
| Pand onder schilddak en met eenvoudige lijstgevel. In de verdieping zesruitsschuiframen | Woonhuis                  | eerste helft 19e eeuw                                               |                                                               | Bagijnhof 112 | 52° 0' 50" NB, 4° 21' 12" OL  | 11711  | Pand onder schilddak en met eenvoudige lijstgevel. In de verdieping zesruitsschuiframen |
| Pand met verdieping en hoog, dwars schilddak | Woonhuis                  | eerste kwart 18e eeuw                                               |                                                               | Bagijnhof 114 | 52° 0' 50" NB, 4° 21' 12" OL  | 11712  | Meer afbeeldingen |
| Pand met dubbele trapgevel, waarin geblokte ontlastingsbogen en, in het beneden deel van de rechter gevel, een geprofileerd en geblokt boogje van de oorspronkelijke ingang | Woonhuis                  |                                                                     |                                                               | Bagijnhof 118 | 52° 0' 50" NB, 4° 21' 13" OL  | 11713  | Meer afbeeldingen |
| Pand ter breedte van vijf vensterassen, met twee verdiepingen, onder dwarsgeplaatst zadeldak. Lijstgevel waarin later aangebrachte winkelpui met pilasters en puibalk; schuifvensters op de eerste verdieping (H.vensters) en tweede verdieping (vierruitsindeling) in geprofileerde omlijsting                                  | Werk-woonhuis             | 18e eeuw                                                            |                                                               | Beestenmarkt 9 | 52° 0' 40" NB, 4° 21' 44" OL  | 11714  | Meer afbeeldingen |
| Pand met verdieping ter breedte van vijf vensterassen onder dwarsgeplaatst schilddak. Lijstgevel waarin beneden H-vensters en boven zesruitsschuifvensters. Aan de achterzijde twee toppen met puntgevels, waarin schuifvensters                                                                                                 | Woonhuis                  | 18e eeuw                                                            |                                                               | Beestenmarkt 20 | 52° 0' 42" NB, 4° 21' 45" OL  | 11715  | Meer afbeeldingen |
| Pand met hoog schilddak, dat achter aansluit tegen een puntgevel. Gepleisterde voorgevel onder rechte lijs | Werk-woonhuis             | mogelijk 15e eeuw                                                   |                                                               | Binnenwatersloot 3 | 52° 0' 34" NB, 4° 21' 23" OL  | 11716  | Meer afbeeldingen |
| Pandje van parterre en verdieping met hoog schilddak. Lijstgevel met in de verdieping zesruitsschuiframen | Werk-woonhuis             | mogelijk 17e eeuw                                                   |                                                               | Binnenwatersloot 5 | 52° 0' 34" NB, 4° 21' 23" OL  | 11717  | Meer afbeeldingen |
| Pand met dwars schilddak en eenvoudige, gepleisterde lijstgevel met decoratie derde kwart 19e eeuw | Werk-woonhuis             | mogelijk 18e eeuw                                                   |                                                               | Binnenwatersloot 7 | 52° 0' 34" NB, 4° 21' 23" OL  | 11718  | Meer afbeeldingen |
| Pand onder dwars schilddak. Eenvoudige lijstgevel met viermaal verkropte, rijk gesneden kroonlijst. Op de verkroppingen gesneden Lod. XIV- consoles | Werk-woonhuis             | tweede kwart 18e eeuw                                               |                                                               | Binnenwatersloot 29-31 | 52° 0' 35" NB, 4° 21' 25" OL  | 11719  | Meer afbeeldingen |
| Huis met in de voorgevel boven de onderpui drie geprofileerde en geblokte ontlastingsbogen en boven de verdiepingsvensters eenvoudige, geblokte ontlastingsbogen. De oorspronkelijke trapgevel gesloopt en vervangen door rechte kroonlijst goede vroege-19e-eeuwse winkelpui vervangen door natuurstenen Jugendstilpui ca. 1910 | Werk-woonhuis             | laatste helft 16e eeuw                                              |                                                               | Binnenwatersloot 24 | 52° 0' 35" NB, 4° 21' 23" OL  | 11721  | Meer afbeeldingen |
| Pand onder schilddak en met in de gevel natuurstenen banden en geblokte ontlastingsbogen. Sierankers. Kroonlijst met verdiepte panelen en drie gesneden Lod. XIV consoles | Woonhuis                  | eerste kwart 17e eeuw                                               |                                                               | Binnenwatersloot 32 | 52° 0' 36" NB, 4° 21' 24" OL  | 11722  | Meer afbeeldingen |
| Pand, dat met de nrs. 7, 9, 11, 13 en 15 een gemeenschappelijk zadeldak heeft. Huis met gepleisterde gevels, waarvan de voorgevel een kroonlijst en stucversieringen uit derde kwart 19e eeuw heeft | Woonhuis                  | laatste kwart 16e eeuw                                              |                                                               | Boterbrug 5 | 52° 0' 39" NB, 4° 21' 26" OL  | 11723  | Meer afbeeldingen |
| Pand onder een dak met de nrs. 5, 9, 11, 13 en 15. Gepleisterde gevel onder kroonlijst. Geprofileerde puibalk | Werk-woonhuis             | laatste kwart 16e eeuw                                              |                                                               | Boterbrug 7 | 52° 0' 39" NB, 4° 21' 26" OL  | 11724  | Meer afbeeldingen |
| Pand onder een dak met de nrs. 5, 7, 11, 13 en 15. Gepleisterde gevel onder rechte lijst | Werk-woonhuis             | laatste kwart 16e eeuw                                              |                                                               | Boterbrug 9 | 52° 0' 39" NB, 4° 21' 26" OL  | 11725  | Meer afbeeldingen |
| Pand, onder een dak met de nrs. 5, 7, 9, 13 en 15. Gevel met natuurstenen banden, brede, geblokte ontlastingsboog boven de 19e-eeuwse verdiepingsvensters en boven de onderpui een ruitvormig gevelsteentje met het jaartal | Werk-woonhuis             | 1585                                                                |                                                               | Boterbrug 11 | 52° 0' 39" NB, 4° 21' 26" OL  | 11726  | Pand, onder een dak met de nrs. 5, 7, 9, 13 en 15. Gevel met natuurstenen banden, brede, geblokte ontlastingsboog boven de 19e-eeuwse verdiepingsvensters en boven de onderpui een ruitvormig gevelsteentje met het jaartal                                                                   |
| Pand, onder een zadeldak met de nrs. 5, 7, 9, 11 en 15. Geprofileerde puibalk, metselwerk met natuurstenen banden en geprofileerde natuurstenen waterlijst, geprofileerde ontlastingsbogen boven de verdiepingsvensters en twee ruitvormige gevelsteentjes                                                                       | Werk-woonhuis             | 1585                                                                |                                                               | Boterbrug 13 | 52° 0' 39" NB, 4° 21' 27" OL  | 11727  | Meer afbeeldingen |
| Pandje onder een zadeldak met de aangrenzende nrs. Geprofileerde puibalk, waarboven ruitvormig gevelsteentje met: 1585. Geprofileerde, natuurstenen waterlijst, natuurstenen banden en geblokte ontlastingsboog boven het venster van de verdieping. Kroonlijst                                                                  | Werk-woonhuis             | 1585                                                                |                                                               | Boterbrug 15 | 52° 0' 40" NB, 4° 21' 27" OL  | 11728  | Meer afbeeldingen |
| Hoekpand Huyterstraat (Distilleerderij). Rechts een pakhuis met gepleisterde lijstgevels aan de voorzijde, waarin getoogde inrijpoort met hardstenen zijblokken. Het linker gedeelte heeft een puntgevel | Industrie                 | mogelijk 18e eeuw (pakhuis)                                         |                                                               | Gasthuisplaats 17-69 Huyterstraat 17-69 | 52° 0' 33" NB, 4° 21' 39" OL  | 11729  | Meer afbeeldingen |
| Laatmiddeleeuws bouwlichaam op de hoek van de Molsteeg. Hoog schilddak. Voorgevel onder rechte lijst | Werk-woonhuis             | midden 19e eeuw                                                     |                                                               | Brabantse Turfmarkt 51-53 | 52° 0' 36" NB, 4° 21' 38" OL  | 11730  | Meer afbeeldingen |
| Hoekpand Molsteeg onder schilddak. Gepleisterde lijstgevel, waarin vensteromlijstingen met frontons (XIXc). Rechts een hierbij getrokken pand met schilddak, gevel onder rechte kroonlijst | Werk-woonhuis             | mogelijk 17e eeuw                                                   |                                                               | Brabantse Turfmarkt 55 Molstraat 66-68 | 52° 0' 36" NB, 4° 21' 38" OL  | 11731  | Meer afbeeldingen |
| Pand met lijstgevel. In de kroonlijst verdiepte panelen en drie gesneden Lod. XV-consoles | Woonhuis                  |                                                                     |                                                               | Brabantse Turfmarkt 71 | 52° 0' 37" NB, 4° 21' 37" OL  | 11732  | Meer afbeeldingen |
| Pand met eenvoudige gevel onder rechte kroonlijst. Hoog schilddak | Woonhuis                  | eerste helft 19e eeuw                                               |                                                               | Brabantse Turfmarkt 73 | 52° 0' 37" NB, 4° 21' 37" OL  | 11733  | Meer afbeeldingen |
| Pand met hoge lijstgevel. Gave winkelpui uit tweede helft 17e eeuwmet entresol. In de pui verdiepte panelen en boven de deur reliëf met voorstelling van een rosmolen | Woonhuis                  | mogelijk 15e eeuw                                                   |                                                               | Brabantse Turfmarkt 87 | 52° 0' 38" NB, 4° 21' 36" OL  | 11734  | Meer afbeeldingen |
| Pand met lijstgevel, met hoofdgestellen boven de vensters en kroonlijst met klossen. Gave onderpui met kleine roedenverdeling en gesneden bovenlicht | Woonhuis                  | 1831                                                                |                                                               | Brabantse Turfmarkt 95-97 | 52° 0' 39" NB, 4° 21' 36" OL  | 11735  | Meer afbeeldingen |
| Pand onder schilddak en met afgeknotte en door rechte lijst afgedekte gevel, waarin geblokte ontlastingsbogen | Woonhuis                  | 17e eeuw                                                            |                                                               | Brabantse Turfmarkt 16-18 | 52° 0' 33" NB, 4° 21' 42" OL  | 11736  | Meer afbeeldingen |
| Oorspronkelijk twee huizen, die elk hun eigen schilddak bewaard hebben en achter een gepleisterde gevel met kroonlijst uit tweede kwart 17e eeuw gebracht zijn. Gesneden deur met bovenlicht en rijk gesneden kalf (Lod.XIV) binnen een omlijsting van verdiepte pilasters. Stoeppalen met stangen                               | Woonhuis                  | mogelijk 17e eeuw                                                   |                                                               | Brabantse Turfmarkt 20a-m | 52° 0' 33" NB, 4° 21' 42" OL  | 11737  | Meer afbeeldingen |
| Pand onder schilddak en met gepleisterde gevel onder rechte lijst | Woonhuis                  | 1618 (cartouch)                                                     |                                                               | Brabantse Turfmarkt 22a-f | 52° 0' 33" NB, 4° 21' 42" OL  | 11738  | Meer afbeeldingen |
| Pand onder schilddak en met gepleisterde gevel onder rechte lijst. Hoekpand Molslaan | Werk-woonhuis             | mogelijk 17e eeuw                                                   |                                                               | Brabantse Turfmarkt 64-66 | 52° 0' 37" NB, 4° 21' 39" OL  | 11739  | Meer afbeeldingen |
| Pand met gesausde gevel onder rechte lijst. Schilddak | Woonhuis                  | mogelijk 17e eeuw                                                   |                                                               | Brabantse Turfmarkt 68 | 52° 0' 37" NB, 4° 21' 39" OL  | 11740  | Meer afbeeldingen |
| In oorsprong twee panden: rechts een monumentale lijstgevel met kleine consoles onder de lijst, geprofileerde vensteromlijstingen en hardstenen plint | Woonhuis                  | midden 19e eeuw                                                     |                                                               | Brabantse Turfmarkt 76-78 | 52° 0' 38" NB, 4° 21' 39" OL  | 11741  | Meer afbeeldingen |
| Pand met gepleisterde gevel onder rechte kroonlijst. Drie maskerstenen met opschrift | Woonhuis                  | 1614                                                                |                                                               | Brabantse Turfmarkt 84 | 52° 0' 38" NB, 4° 21' 39" OL  | 11742  | Meer afbeeldingen |
| Pand met gepleisterde topgevel met langs de contouren gebeeldhouwde festoenen en daarboven rijk uitgevoerde voluutconsoles | Woonhuis                  | laatste helft 17e eeuw                                              |                                                               | Brabantse Turfmarkt 88 | 52° 0' 38" NB, 4° 21' 38" OL  | 11743  | Meer afbeeldingen |
| Fragment van een laat-gotische huis | Opslag                    | eerste helft 16e eeuw                                               |                                                               | Breestraat 1 | 52° 0' 27" NB, 4° 21' 33" OL  | 11744  | Meer afbeeldingen |
| Pand met gepleisterde trapgevel | Woonhuis                  | 17e eeuw                                                            |                                                               | Breestraat 27 | 52° 0' 29" NB, 4° 21' 40" OL  | 11745  | Meer afbeeldingen |
| Terugspringend lid achter Oude Delft 2, dat met het oostelijk belendende in de rooilijn staande blok een geheel vormt. IJsselstenen lijstgevels, waarin twaalfruitsschuiframen. Schilddak op het vooruitspringende deel | Woonhuis                  | 18e eeuw                                                            |                                                               | Breestraat 2 | 52° 0' 28" NB, 4° 21' 34" OL  | 11746  | Meer afbeeldingen |
| Laag pandje van parterre en verdieping met zadeldak tussen Breestraat 2 en 4. Gepleisterde lijstgevel met zesruitsschuiframen | Woonhuis                  |                                                                     |                                                               | Breestraat 2-4 | 52° 0' 28" NB, 4° 21' 35" OL  | 11747  | Laag pandje van parterre en verdieping met zadeldak tussen Breestraat 2 en 4. Gepleisterde lijstgevel met zesruitsschuiframen |
| Oude kogelgieterij | Woonhuis                  | derde kwart 19e eeuw (karakter)                                     |                                                               | Buitenwatersloot 270 | 52° 0' 18" NB, 4° 20' 44" OL  | 11748  | Meer afbeeldingen |
| Pastorie R.K.Kerk. Statig gebouw met dwars zadeldak, lage bovenverdieping en lijstgevel. Hardstenen plint, stoep, zesruitsschuiframen met geprofileerde middenstijlen | Kerkelijke dienstwoning   | ca. 1800                                                            |                                                               | Burgwal 20 Jesseplaats 1-12 | 52° 0' 41" NB, 4° 21' 41" OL  | 11749  | Meer afbeeldingen |
| Hoekpand op geknikte plattegrond. Schilddak; gepleisterde lijstgevel met geprofileerde puibalk en oorspronkelijk deur | Woonhuis                  | eerste helft 19e eeuw                                               |                                                               | Burgwal 30 | 52° 0' 42" NB, 4° 21' 42" OL  | 11750  | Meer afbeeldingen |
| Pand met eenvoudige, gepleisterde trapgevel | Woonhuis                  | 17e eeuw                                                            |                                                               | Burgwal 35 | 52° 0' 40" NB, 4° 21' 41" OL  | 11751  | Meer afbeeldingen |
| Gaaf pand onder schilddak, ter breedte van vier vensterassen, parterre met verdieping. Oorspronkelijke deur met bovenlicht in omlijsting van verdiepte pilasters met hoofdgestel. Zesdelige schuiframen | Woonhuis                  | laatste helft 18e eeuw                                              |                                                               | Burgwal 43 | 52° 0' 40" NB, 4° 21' 42" OL  | 11752  | Meer afbeeldingen |
| Stadsleenbank | Handel en kantoor         | 1769 (opschrift)                                                    |                                                               | Burgwal 45 | 52° 0' 40" NB, 4° 21' 43" OL  | 11753  | Meer afbeeldingen |
| Pand met eenvoudig lijstgeveltje met lage bovenverdieping | Werk-woonhuis             | eerste helft 19e eeuw                                               |                                                               | Burgwal 51 | 52° 0' 41" NB, 4° 21' 43" OL  | 11754  | Pand met eenvoudig lijstgeveltje met lage bovenverdieping |
| "De Gouden Arck", pand op geknikte plattegrond. Zadeldak tussen puntgevels, waarvan de zuidelijke voluutconsoles heeft. Vensters met geblokte ontlastingsbogen. Aan de westzijde halfrond uitgebouwde traptoren. Vensters met twaalfruitsschuiframen                                                                             | Werk-woonhuis             | 17e eeuw                                                            |                                                               | Beestenmarkt 8 / Burgwal 55 | 52° 0' 42" NB, 4° 21' 43" OL  | 11755  | Meer afbeeldingen |
| Pand, waarvan de benedenverdieping is samengetrokken tot winkel met de beganegrond van Choorstraat 3, en Hippolytusbuurt 28 | Werk-woonhuis             | 1749                                                                |                                                               | Choorstraat 1-3 Papenstraat 63-81 | 52° 0' 45" NB, 4° 21' 25" OL  | 11756  | Pand, waarvan de benedenverdieping is samengetrokken tot winkel met de beganegrond van Choorstraat 3, en Hippolytusbuurt 28 |
| Pand met brede trapgevel, versierd met natuurstenen banden, geblokte ontlastingsbogen en geprofileerde waterlijsten. Als bekroning een opzetstuk met voluten en fronton. Tussen de vensters geblokte blinde nissen. Rechts van de gevel boven een poortje in een cartouche met jaartal                                           | Woonhuis                  | 1639                                                                |                                                               | Choorstraat 45 | 52° 0' 47" NB, 4° 21' 31" OL  | 11757  | Meer afbeeldingen |
| Loge "Silentium' | Woonhuis                  | tweede kwart 19e eeuw (lijstgevel) derde kwart 19e eeuw (winkelpui) |                                                               | Choorstraat 16 | 52° 0' 47" NB, 4° 21' 27" OL  | 11758  | Meer afbeeldingen |
| Pand met eenvoudige, gesausde klokgevel | Werk-woonhuis             | tweede kwart 18e eeuw                                               |                                                               | Choorstraat 32 | 52° 0' 47" NB, 4° 21' 29" OL  | 11759  | Meer afbeeldingen |
| Hoekpand Cellebroerstraat met eenvoudige, gepleisterde tuitgevel | Werk-woonhuis             | 17e eeuw                                                            |                                                               | Choorstraat 48 | 52° 0' 48" NB, 4° 21' 30" OL  | 11760  | Meer afbeeldingen |
| Pand met eenvoudige puntgevel met vlechtingen | Werk-woonhuis             | 17e eeuw                                                            |                                                               | Choorstraat 50-52 | 52° 0' 48" NB, 4° 21' 31" OL  | 11761  | Meer afbeeldingen |
| Pand met rijke trapgevel, waarvan de verdiepingen boven de vensters geprofileerde geblokte ontlastingsbogen op Jonische kapitelen met gebeeldhouwde koppen heeft | Werk-woonhuis             | laatste helft 16e eeuw                                              |                                                               | Choorstraat 54 | 52° 0' 48" NB, 4° 21' 31" OL  | 11762  | Meer afbeeldingen |
| Langwerpig hoekpand Dertienhuizen met schilddak en eenvoudige gevels onder rechte lijsten | Werk-woonhuis             | 17e eeuw                                                            |                                                               | Choorstraat 58-60 | 52° 0' 48" NB, 4° 21' 31" OL  | 11763  | Meer afbeeldingen |
| Poortgebouw van hofje | Erfscheiding              | 1664 (gevelsteen)                                                   |                                                               | Gasthuislaan poort bij nr 276-280 | 52° 0' 39" NB, 4° 21' 59" OL  | 11764  | Poortgebouw van hofje |
| Pand met eenvoudige gevel onder rechte lijst en schilddak. Empire- deuromlijsting met bovenlicht en hoofdgestel met consoles. Gesneden deur | Woonhuis                  | 17e eeuw                                                            |                                                               | Heilige Geestkerkhof 1 | 52° 0' 44" NB, 4° 21' 21" OL  | 11765  | Meer afbeeldingen |
| Pand met hoog schilddak en eenvoudige gevel onder rechte lijst | Werk-woonhuis             | 17e eeuw                                                            |                                                               | Heilige Geestkerkhof 3 | 52° 0' 44" NB, 4° 21' 21" OL  | 11766  | Pand met hoog schilddak en eenvoudige gevel onder rechte lijst |
| Vismarkt. Tegen de westelijke gevel van de Vleeshal op de hoek van de Hippolytusbuurt gebouwde hal met kolommen, die een houten kap dragen | Handel en kantoor         | mogelijk 18e eeuw                                                   |                                                               | Cameretten 2 | 52° 0' 42" NB, 4° 21' 27" OL  | 11767  | Meer afbeeldingen |
| Hoekpand van parterre en twee verdiepingen met zadeldak tussen puntgevels. In de zijgevel drielichtsvenster met getoogd middenstuk en daarboven rond venster. Voorgevel van vier vensterassen met vensters in geprofileerde omlijstingen met hoofdgestellen en kroonlijst met kleine consoles                                    | Werk-woonhuis             | 18e eeuw                                                            |                                                               | Hippolytusbuurt 1 Nieuwstraat 20-28 | 52° 0' 42" NB, 4° 21' 26" OL  | 11768  | Hoekpand van parterre en twee verdiepingen met zadeldak tussen puntgevels. In de zijgevel drielichtsvenster met getoogd middenstuk en daarboven rond venster. Voorgevel van vier vensterassen met vensters in geprofileerde omlijstingen met hoofdgestellen en kroonlijst met kleine consoles |
| Hoog pand. Schilddak. Gepleisterde gevel | Woonhuis                  | waarschijnlijk 17e eeuw                                             |                                                               | Hippolytusbuurt 15-17 | 52° 0' 43" NB, 4° 21' 26" OL  | 11769  | Meer afbeeldingen |
| Pand met lijstgevel | Werk-woonhuis             | eerste helft 19e eeuw                                               |                                                               | Hippolytusbuurt 17A | 52° 0' 43" NB, 4° 21' 25" OL  | 11770  | Pand met lijstgevel |
| Pand met lijstgevel | Werk-woonhuis             | eerste helft 19e eeuw                                               |                                                               | Hippolytusbuurt 19 | 52° 0' 43" NB, 4° 21' 25" OL  | 11771  | Meer afbeeldingen |
| Pand met gepleisterde lijstgevel. De vensters van de verdieping hebben geprofileerde dorpels | Werk-woonhuis             | eerste helft 19e eeuw                                               |                                                               | Hippolytusbuurt 21-23 | 52° 0' 43" NB, 4° 21' 25" OL  | 11772  | Meer afbeeldingen |
| Pand met eenvoudige lijstgevel. In de kroonlijst verdiepte vakken | Werk-woonhuis             |                                                                     |                                                               | Hippolytusbuurt 25-27 | 52° 0' 43" NB, 4° 21' 24" OL  | 11773  | Meer afbeeldingen |
| Pand met gepleisterde lijstgevel | Werk-woonhuis             | eerste helft 19e eeuw                                               |                                                               | Hippolytusbuurt 29 | 52° 0' 43" NB, 4° 21' 25" OL  | 11774  | Meer afbeeldingen |
| Pand met lagere bovenverdieping en eenvoudige lijstgevel | Woonhuis                  | tweede kwart 19e eeuw                                               |                                                               | Hippolytusbuurt 31-35 | 52° 0' 44" NB, 4° 21' 25" OL  | 11775  | Meer afbeeldingen |
| Pand met eenvoudige lijstgevel. Geprofileerde vensterdorpels en in de kroonlijst verdiepte velden | Werk-woonhuis             | derde kwart 18e eeuw                                                |                                                               | Hippolytusbuurt 37 | 52° 0' 44" NB, 4° 21' 24" OL  | 11776  | Meer afbeeldingen |
| Pand met lijstgevel, waarvan de lijst gedragen wordt door consoles in stijl Lod. XV. Geprofileerde vensterdorpels | Woonhuis                  | derde kwart 18e eeuw                                                |                                                               | Hippolytusbuurt 39 | 52° 0' 44" NB, 4° 21' 24" OL  | 11777  | Meer afbeeldingen |
| Pand met lijstgevel. Gesneden consoles in stijl Lod. XIV | Werk-woonhuis             | tweede kwart 18e eeuw                                               |                                                               | Heilige Geestkerkhof 14-15 Hippolytusbuurt 41                                                                                                 | 52° 0' 44" NB, 4° 21' 24" OL  | 11778  | Pand met lijstgevel. Gesneden consoles in stijl Lod. XIV |
| Pand met eenvoudige lijstgevel ter breedte van vier vensterassen | Woonhuis                  | eerste helft 19e eeuw                                               |                                                               | Heilige Geestkerkhof 17 Hippolytusbuurt 43 | 52° 0' 44" NB, 4° 21' 23" OL  | 11779  | Meer afbeeldingen |
| Pand met eenvoudige lijstgevel | Woonhuis                  | eerste helft 19e eeuw                                               |                                                               | Heilige Geestkerkhof 18-19 Hippolytusbuurt 45                                                                                                 | 52° 0' 45" NB, 4° 21' 24" OL  | 11780  | Meer afbeeldingen |
| Pand met eenvoudige lijstgevel met geprofileerde venster omlijstingen en vernieuwde lijst | Woonhuis                  | eerste helft 19e eeuw                                               |                                                               | Heilige Geestkerkhof 20-21 Hippolytusbuurt 47                                                                                                 | 52° 0' 45" NB, 4° 21' 24" OL  | 11781  | Pand met eenvoudige lijstgevel met geprofileerde venster omlijstingen en vernieuwde lijst |
| Pand onder dwars schilddak en met eenvoudige lijstgevel | Woonhuis                  | tweede kwart 19e eeuw                                               |                                                               | Hippolytusbuurt 4 | 52° 0' 43" NB, 4° 21' 27" OL  | 11782  | Meer afbeeldingen |
| Pand met klokgevel, zwaar gerestaureerd, met geblokte ontlastingsbogen | Woonhuis                  | 17e eeuw (oorsprong)                                                |                                                               | Hippolytusbuurt 8 | 52° 0' 43" NB, 4° 21' 27" OL  | 11783  | Meer afbeeldingen |
| Pand met eenvoudige lijstgevel | Werk-woonhuis             | eerste kwart 19e eeuw                                               |                                                               | Hippolytusbuurt 10 | 52° 0' 43" NB, 4° 21' 27" OL  | 11784  | Meer afbeeldingen |
| Voormalig postkantoor. Statige, acht traveeën brede lijstgevel | Overheidsgebouw           | tweede kwart 19e eeuw                                               |                                                               | Hippolytusbuurt 12-14 | 52° 0' 44" NB, 4° 21' 26" OL  | 11785  | Meer afbeeldingen |
| Pand onder schilddak en met lage bovenverdieping. Gepleisterde lijstgevel | Werk-woonhuis             | tweede kwart 19e eeuw                                               |                                                               | Hippolytusbuurt 18a-20 | 52° 0' 44" NB, 4° 21' 26" OL  | 11786  | Meer afbeeldingen |
| Pand met eenvoudige, gepleisterde lijstgevel | Woonhuis                  | tweede kwart 19e eeuw                                               |                                                               | Hippolytusbuurt 22 | 52° 0' 45" NB, 4° 21' 26" OL  | 11787  | Meer afbeeldingen |
| Pand onder dwars schilddak en met eenvoudige lijstgevel | Werk-woonhuis             | eerste helft 19e eeuw                                               |                                                               | Hippolytusbuurt 24 | 52° 0' 45" NB, 4° 21' 25" OL  | 11788  | Meer afbeeldingen |
| Pand met klokgevel met geprofileerde, gelobde top | Werk-woonhuis             | midden 18e eeuw                                                     |                                                               | Hippolytusbuurt 26 | 52° 0' 45" NB, 4° 21' 25" OL  | 11789  | Pand met klokgevel met geprofileerde, gelobde top |
| Pand met eenvoudige lijstgevel | Woonhuis                  | midden 19e eeuw                                                     |                                                               | Jacob Gerritstraat 1 | 52° 0' 39" NB, 4° 21' 36" OL  | 11790  | Meer afbeeldingen |
| Pand met links een gevel met gezwenkte bekroning, waarin een oeil-de-boeuf en rechts een gevel met houten kroonlijst. Gerestaureerd 1964 | Woonhuis                  | 17e/18e/19e eeuw                                                    |                                                               | Jacob Gerritstraat 17 | 52° 0' 40" NB, 4° 21' 35" OL  | 11791  | Meer afbeeldingen |
| Twee panden op de hoek van de Jacob Gerritstraat, waarvan de beganegrond tot een winkelruimte is verenigd | Woonhuis                  | tweede helft 16e eeuw                                               |                                                               | Jacob Gerritstraat 25 Oude langendijk 18a | 52° 0' 41" NB, 4° 21' 35" OL  | 11792  | Meer afbeeldingen |
| Hoekpand Oude Langendijk met bouwlichaam | Woonhuis                  | 16e eeuw                                                            |                                                               | Jacob Gerritstraat 26 | 52° 0' 41" NB, 4° 21' 35" OL  | 11793  | Hoekpand Oude Langendijk met bouwlichaam |
| Pand met hoge, gepleisterde puntgevel met vlechtingen. Bouwnaad in de gevel | Werk-woonhuis             | mogelijk 16e eeuw                                                   |                                                               | Kerkstraat 5-6-7 | 52° 0' 44" NB, 4° 21' 37" OL  | 11794  | Meer afbeeldingen |
| Dubbel woonhuis van vier vensterassen, parterre en verdieping. Lijstgevel met schuiframen | Woonhuis                  | eerste kwart 19e eeuw                                               |                                                               | Kerkstraat 9-10 | 52° 0' 45" NB, 4° 21' 37" OL  | 11795  | Meer afbeeldingen |
| Pand met gesausde gevel onder lijst en deuromlijsting met pilasters | Woonhuis                  | mogelijk 17e eeuw                                                   |                                                               | Kerkstraat 11 | 52° 0' 45" NB, 4° 21' 38" OL  | 11796  | Pand met gesausde gevel onder lijst en deuromlijsting met pilasters |
| Pand met lijstgevel en goede beneden pui onder geprofileerde puibalk. Zesruitsschuiframen | Woonhuis                  | eerste helft 19e eeuw                                               |                                                               | Kerkstraat 13 | 52° 0' 45" NB, 4° 21' 38" OL  | 11797  | Meer afbeeldingen |
| Woonhuis van parterre en verdieping met lijstgevel, waarin oorspronkelijke deur met bovenlicht en kalf. Links inrijdeur. In de verdieping zesruitsschuiframen | Woonhuis                  | eerste kwart 19e eeuw                                               |                                                               | Kerkstraat 14 | 52° 0' 45" NB, 4° 21' 38" OL  | 11798  | Woonhuis van parterre en verdieping met lijstgevel, waarin oorspronkelijke deur met bovenlicht en kalf. Links inrijdeur. In de verdieping zesruitsschuiframen |
| Pand, als pakhuis in gebruik. Puntgevel met rollaag | Opslag                    | 17e eeuw                                                            |                                                               | Kerkstraat 16-17 | 52° 0' 45" NB, 4° 21' 39" OL  | 11799  | Meer afbeeldingen |
| Beiaardschool | Woonhuis                  | 17e eeuw                                                            |                                                               | Kerkstraat 25 | 52° 0' 46" NB, 4° 21' 40" OL  | 11800  | Meer afbeeldingen |
| Hoekpand met hoog schilddak, dat aan de achterzijde wordt afgesloten door een puntgevel. Gepleisterde gevels met rechte kroonlijsten | Woonhuis                  | waarschijnlijk 17e eeuw                                             |                                                               | Kolk 1 | 52° 0' 55" NB, 4° 21' 13" OL  | 11801  | Hoekpand met hoog schilddak, dat aan de achterzijde wordt afgesloten door een puntgevel. Gepleisterde gevels met rechte kroonlijsten |
| Pand met lijstgevel van de 18e-eeuws karakter. Tussen de verdiepings vensters als pilasters uitgemetselde muurdammen | Woonhuis                  | 18e eeuw (karakter)                                                 |                                                               | Kolk 16 | 52° 0' 56" NB, 4° 21' 14" OL  | 11802  | Meer afbeeldingen |
| Pand met hoog schilddak en lijstgevel | Woonhuis                  | mogelijk 17e eeuw                                                   |                                                               | Kolk 18 | 52° 0' 56" NB, 4° 21' 14" OL  | 11803  | Meer afbeeldingen |
| Eenvoudig pandje van begane-grond met twee zolderverdiepingen. Gepleisterde tuitgevel, door een rechte kroonlijst afgedekt. Hoekpand St. Annastraat, belangrijke ligging tegenover de Verwersdijk | Werk-woonhuis             | mogelijk 18e eeuw                                                   |                                                               | Kolk 22 | 52° 0' 57" NB, 4° 21' 14" OL  | 11804  | Meer afbeeldingen |
| Hoekpand Molenstraat onder schilddak. Gepleisterde lijstgevels. Goede onderpui met geprofileerde puibalk | Werk-woonhuis             | mogelijk 17e eeuw                                                   |                                                               | Kolk 24-26 | 52° 0' 56" NB, 4° 21' 16" OL  | 11805  | Meer afbeeldingen |
| Hoekpand Geerweg, waarvan de gepleisterde zijgevel uit het water van de Geer oprijst. Eenvoudige lijstgevel. Schilddak | Woonhuis                  | 18e eeuw                                                            |                                                               | Kolk 32-34 | 52° 0' 56" NB, 4° 21' 15" OL  | 11806  | Hoekpand Geerweg, waarvan de gepleisterde zijgevel uit het water van de Geer oprijst. Eenvoudige lijstgevel. Schilddak |
| Overblijfsel van de stadsmuur, deeluitmakend van de achtergevel van dit perceel | Omwalling                 | 15e eeuw                                                            |                                                               | Koningsplein 8-10 | 52° 1' 1" NB, 4° 21' 11" OL   | 11807  | Meer afbeeldingen |
| Hoekpand Breestraat, pand met gepleisterde zijgevel, waarin muurankers en Empire-ramen | Woonhuis                  | mogelijk 17e eeuw                                                   |                                                               | Breestraat 2-4 Koornmarkt 1 | 52° 0' 29" NB, 4° 21' 35" OL  | 11808  | Meer afbeeldingen |
| Pand met puntgevel, voorzien van vlechtingen | Werk-woonhuis             | 17e eeuw (gevel) 16e eeuw (intern)                                  |                                                               | Jacob Gerritstraat 1 | 52° 0' 39" NB, 4° 21' 35" OL  | 11861  | Pand met puntgevel, voorzien van vlechtingen |
| Hoekpand onder schilddak en met lijstgevels | Werk-woonhuis             | vroeg 19e eeuw (karakter)                                           |                                                               | Lange Geer 2 | 52° 0' 23" NB, 4° 21' 40" OL  | 11862  | Meer afbeeldingen |
| Pand met hoogschilddak en lijstgevel, gepleisterd | Werk-woonhuis             | 16e-17e eeuw (pand) eerste helft 19e eeuw (lijstgevel)              |                                                               | Lange Geer 12-14 | 52° 0' 24" NB, 4° 21' 40" OL  | 11863  | Meer afbeeldingen |
| Pand met eenvoudige lijstgevel die boven de oorspronkelijke schuiframen heeft | Werk-woonhuis             | midden 19e eeuw                                                     |                                                               | Lange Geer 24-26 | 52° 0' 25" NB, 4° 21' 39" OL  | 11864  | Meer afbeeldingen |
| Pand met monumentale trapgevel met geprofileerde natuurstenen waterlijsten, geblokte ontlastingsbogen en muurankers | Werk-woonhuis             | eerste helft 17e eeuw                                               |                                                               | Lange Geer 28 | 52° 0' 26" NB, 4° 21' 39" OL  | 11865  | Meer afbeeldingen |
| Pand met eenvoudige lijstgevel waarvan de verdiepingsvensters geprofileerde hoofdgestellen hebben | Woonhuis                  | tweede kwart 19e eeuw (lijstgevel) 17e eeuw (pand en achterhuis)    |                                                               | Lange Geer 30 | 52° 0' 26" NB, 4° 21' 39" OL  | 11866  | Meer afbeeldingen |
| Twee panden onder evenwijdig lopende schilddaken achter een gepleisterde lijstgevel | Woonhuis                  | 17e eeuw                                                            |                                                               | Lange Geer 50 | 52° 0' 27" NB, 4° 21' 38" OL  | 11867  | Meer afbeeldingen |
| Pand met eenvoudige lijstgevel | Woonhuis                  | 18e eeuw                                                            |                                                               | Lange Geer 52 | 52° 0' 28" NB, 4° 21' 38" OL  | 11868  | Meer afbeeldingen |
| Pand op de hoek van de haarsteeg met eenvoudige lijstgevel | Werk-woonhuis             | tweede kwart 19e eeuw                                               |                                                               | Clarenstraat 1 Lange Geer 64 | 52° 0' 28" NB, 4° 21' 38" OL  | 11869  | Pand op de hoek van de haarsteeg met eenvoudige lijstgevel |
| Pand op de hoek van de haarsteeg onder schilddak en met eenvoudige lijstgevel | Werk-woonhuis             | eerste helft 19e eeuw                                               |                                                               | Lange Geer 66-68 | 52° 0' 29" NB, 4° 21' 37" OL  | 11870  | Meer afbeeldingen |
| Hoekpand Breestraat. Monumentaal bouwblok onder hoog schilddak, achter aansluitend tegen een puntgevel met vlechtingen en geprofileerde zijdekplaten | Werk-woonhuis             | 17e eeuw                                                            |                                                               | Lange Geer 70-72 | 52° 0' 29" NB, 4° 21' 37" OL  | 11871  | Meer afbeeldingen |
| Hofje van Gratie | Sociale zorg, liefdadigh. | 1575 en 1660 (gevelstenen)                                          |                                                               | Van der Mastenstraat 24-38 | 52° 0' 57" NB, 4° 21' 26" OL  | 11923  | Meer afbeeldingen |
| Pandje met eenvoudige trapgevel, opgetrokken in ijsselsteen | Woonhuis                  | 17e eeuw                                                            |                                                               | Van der Mastenstraat 39 | 52° 0' 57" NB, 4° 21' 28" OL  | 11924  | Meer afbeeldingen |
| Hoekpand Paardenmarkt, huis onder hoog schilddak, dat met de lange zijde aan de Paardenmarkt ligt en aan de voorzijde een gepleisterde trapgevel | Woonhuis                  | 17e eeuw                                                            |                                                               | Paardenmarkt 46 | 52° 0' 57" NB, 4° 21' 29" OL  | 11925  | Hoekpand Paardenmarkt, huis onder hoog schilddak, dat met de lange zijde aan de Paardenmarkt ligt en aan de voorzijde een gepleisterde trapgevel |
| Pakhuizen zeepfabriek | Woonhuis                  | mogelijk 17e eeuw                                                   |                                                               | Molenstraat pakhuizen Bosquet | 52° 0' 56" NB, 4° 21' 17" OL  | 11926  | Meer afbeeldingen |
| Heilige Geesthuis | Opslag                    | 16e eeuw                                                            |                                                               | Maria Gouweloospoort 5-7 Molslaan 104 | 52° 0' 39" NB, 4° 21' 44" OL  | 11927  | Meer afbeeldingen |
| Langgerekte houten schuur onder zadeldak. Achter tuitgevel met hoekversieringen en gesneden rozetten. Met inrijpoort | Opslag                    |                                                                     |                                                               | Nieuwe Plantage 54 | 52° 1' 3" NB, 4° 21' 12" OL   | 11928  | Meer afbeeldingen |
| Langgerekte houten schuur onder zadeldak en eenvoudige geverfde puntgevel. Met inrijpoort | Opslag                    |                                                                     |                                                               | Nieuwe Plantage 55 | 52° 1' 3" NB, 4° 21' 12" OL   | 11929  | Langgerekte houten schuur onder zadeldak en eenvoudige geverfde puntgevel. Met inrijpoort |
| Op belangrijke hoekpunt gelegen rechthoekig, gepleisterd huis van parterre en verdieping met schilddak. Lijstgevel, waarin deur met eenvoudige pilasteromlijsting en hoofdgestel | Woonhuis                  | eerste kwart 19e eeuw                                               |                                                               | Nieuwe Plantage 56 | 52° 1' 3" NB, 4° 21' 12" OL   | 11930  | Meer afbeeldingen |
| Pand onder zadeldak en met eenvoudige gevel onder rechte kroonlijst | Woonhuis                  | vermoedelijk 16e eeuw                                               |                                                               | Nieuwstraat 3 | 52° 0' 41" NB, 4° 21' 25" OL  | 11931  | Meer afbeeldingen |
| Pand onder zadeldak en met eenvoudige gevel onder rechte kroonlijst. | Woonhuis                  | vermoedelijk 16e eeuw                                               |                                                               | Nieuwstraat 5 | 52° 0' 41" NB, 4° 21' 25" OL  | 11932  | Meer afbeeldingen |
| Huis dat oorspronkelijk een geheel vormde met nr. 9 en samen hiermee een hoog schilddak heeft. Gepleisterde gevel onder rechte kroonlijst. | Woonhuis                  | vermoedelijk 16e eeuw                                               |                                                               | Nieuwstraat 7 | 52° 0' 41" NB, 4° 21' 25" OL  | 11933  | Meer afbeeldingen |
| Huis dat oorspronkelijk een geheel vormde met nr. 7 en samen hiermee een hoog schilddak heeft. Gepleisterde gevel onder rechte kroonlijst. | Woonhuis                  | vermoedelijk 16e eeuw                                               |                                                               | Nieuwstraat 9 | 52° 0' 41" NB, 4° 21' 26" OL  | 11934  | Meer afbeeldingen |
| Pand onder zadeldak en met gepleisterde gevel onder rechte kroonlijst, zesruitsschuiframen | Woonhuis                  | vermoedelijk 16e eeuw                                               |                                                               | Nieuwstraat 11-13 | 52° 0' 41" NB, 4° 21' 26" OL  | 11935  | Meer afbeeldingen |
| Hoekpand Oude Delft met schilddak en gepleisterde gevels met imitatie-rusticawerk onder rechte kroonlijsten | Woonhuis                  | mogelijk 17e eeuw                                                   |                                                               | Nieuwstraat 2-4 | 52° 0' 41" NB, 4° 21' 24" OL  | 11936  | Meer afbeeldingen |
| Pand onder schilddak en met eenvoudige lijstgevel | Woonhuis                  | eerste helft 19e eeuw                                               |                                                               | Nieuwstraat 6 | 52° 0' 41" NB, 4° 21' 24" OL  | 11937  | Meer afbeeldingen |
| Pand met eenvoudige lijstgevel | Woonhuis                  | ca. 1800                                                            |                                                               | Nieuwstraat, hoort bij nr 10 | 52° 0' 41" NB, 4° 21' 24" OL  | 11938  | Meer afbeeldingen |
| Pand met in de voorgevel sierankers, kroonlijst met verdiepte panelen en gesneden lod | Woonhuis                  | mogelijk 16e eeuw                                                   |                                                               | Nieuwstraat 12-14 | 52° 0' 41" NB, 4° 21' 25" OL  | 11939  | Meer afbeeldingen |
| Pand met hoog zadeldak en eenvoudige lijstgevel | Woonhuis                  | mogelijk 18e eeuw (pand) eerste helft 19e eeuw (lijstgevel)         |                                                               | Nieuwstraat 16-18 | 52° 0' 41" NB, 4° 21' 25" OL  | 11940  | Meer afbeeldingen |
| Hoekpand Dirk Langestraat. Geheel gepleisterd pand met aan de achterzijde twee puntgevels en voor een dwars schilddak | Woonhuis                  | 19e eeuw (lijstgevel)                                               |                                                               | Noordeinde 1 | 52° 0' 54" NB, 4° 21' 11" OL  | 11941  | Meer afbeeldingen |
| Pand met brede, gepleisterde trapgevel afgeknot en met een lijst afgedekt | Woonhuis                  | eerste helft 17e eeuw (trapgevel) eerste helft 19e eeuw (lijst)     |                                                               | Noordeinde 3 | 52° 0' 54" NB, 4° 21' 11" OL  | 11942  | Meer afbeeldingen |
| Patriciershuis ter breedte van drie assen | Woonhuis                  | 1789                                                                |                                                               | Noordeinde 5 | 52° 0' 55" NB, 4° 21' 11" OL  | 11943  | Meer afbeeldingen |
| Pand met eenvoudig tuitgeveltje | Woonhuis                  | 18e eeuw (gevel)                                                    |                                                               | Noordeinde 7 | 52° 0' 55" NB, 4° 21' 11" OL  | 11944  | Meer afbeeldingen |
| Pand met afgeknotte en gesausde trapgevel met een verdieping verhoogd | Woonhuis                  | tweede helft 16e eeuw (trapgevel) 18e eeuw (verhoogd)               |                                                               | Noordeinde 9 | 52° 0' 55" NB, 4° 21' 11" OL  | 11945  | Meer afbeeldingen |
| Herenhuis van parterre en twee verdiepingen ter breedte van vier vensterassen | Woonhuis                  | eerst helft 19e eeuw                                                |                                                               | Noordeinde 11 | 52° 0' 55" NB, 4° 21' 10" OL  | 11946  | Meer afbeeldingen |
| Pand met gaaf bewaarde lijstgevel waarin vensters met zes- en achtruitsschuiframen | Woonhuis                  | eerste helft 19e eeuw                                               |                                                               | Noordeinde 15 | 52° 0' 55" NB, 4° 21' 10" OL  | 11947  | Meer afbeeldingen |
| Pand van twee verdiepingen met eenvoudige lijstgevel waarin boven de oorspronkelijke schuiframen | Woonhuis                  | tweede kwart 19e eeuw                                               |                                                               | Noordeinde 17 | 52° 0' 56" NB, 4° 21' 10" OL  | 11948  | Meer afbeeldingen |
| Statig herenhuis van parterre en twee verdiepingen ter breedte van drie vensterassen | Handel en kantoor         |                                                                     |                                                               | Noordeinde 19 | 52° 0' 56" NB, 4° 21' 10" OL  | 11949  | Meer afbeeldingen |
| Deftig puntgaaf herenhuis van parterre met verdieping en ter breedte van vijf assen. Deuromlijsting met pilasters en hoofdgestel met consoles. Oorspronkelijke Empireramen. De gevel wordt bekroond door een zware kroonlijst. Stoephek met hardstenen palen                                                                     | Woonhuis                  | eerste kwart 19e eeuw                                               |                                                               | Noordeinde 31 | 52° 0' 57" NB, 4° 21' 9" OL   | 11950  | Meer afbeeldingen |
| Lutherse Kerk | Kerk en kerkonderdeel     | 15e eeuw                                                            |                                                               | Noordeinde 4A | 52° 0' 56" NB, 4° 21' 12" OL  | 11951  | Meer afbeeldingen |
| Eenvoudige lijstgevel voor een pand van parterre, verdieping en zolderverdieping, ter breedte van drie vensterassen | Woonhuis                  | eerste helft 19e eeuw                                               |                                                               | Noordeinde 12 | 52° 0' 57" NB, 4° 21' 11" OL  | 11952  | Meer afbeeldingen |
| Pand van parterre met verdieping ter breedte van drie assen | Woonhuis                  | eerste helft 19e eeuw                                               |                                                               | Noordeinde 14 | 52° 0' 57" NB, 4° 21' 11" OL  | 11953  | Meer afbeeldingen |
| Pand met eenvoudige lijstgevel | Woonhuis                  | eerste helft 19e eeuw                                               |                                                               | Noordeinde 16 | 52° 0' 57" NB, 4° 21' 11" OL  | 11954  | Meer afbeeldingen |
| Pand van twee vensterassen met lage zolderverdieping en hoog schilddak | Woonhuis                  | eerste helft 19e eeuw                                               |                                                               | Noordeinde 18 | 52° 0' 57" NB, 4° 21' 11" OL  | 11955  | Meer afbeeldingen |
| Hoog herenhuis van parterre met twee verdiepingen en dwars schilddak. Breedte vier vensterassen | Woonhuis                  | eerste kwart 19e eeuw                                               |                                                               | Noordeinde 30-32 | 52° 0' 58" NB, 4° 21' 10" OL  | 11956  | Meer afbeeldingen |
| Breed pand van vier assen, hoog schilddak | Werk-woonhuis             | mogelijk 17e eeuw                                                   |                                                               | Noordeinde 44-46 | 52° 0' 59" NB, 4° 21' 9" OL   | 11957  | Meer afbeeldingen |
| Hoekpand Zuiderstraat, van belang voor de situatie bij de Oostpoort. Gerend pand van zes vensterassen, parterre met verdieping. Schilddak. In de verdieping vensters met zesruitsschuiframen. Stoeppalen | Werk-woonhuis             |                                                                     |                                                               | Oosteinde 1-3 | 52° 0' 39" NB, 4° 22' 4" OL   | 11958  | Meer afbeeldingen |
| Pand met lijstgevel, waarin een gebeeldhouwde gevelsteen en in de verdieping vensters met negenruitsramen | Woonhuis                  | 1770                                                                |                                                               | Oosteinde 17 | 52° 0' 39" NB, 4° 22' 3" OL   | 11959  | Meer afbeeldingen |
| Gerend pand met gepleisterde tuitgevel en hoog zadeldak op de hoek van de Molslaan. Muurankers | Woonhuis                  | 17e eeuw                                                            |                                                               | Oosteinde 167 | 52° 0' 43" NB, 4° 21' 52" OL  | 11960  | Meer afbeeldingen |
| Dwarshuis van parterre en verdieping met hoog schilddak | Werk-woonhuis             | mogelijk 17e eeuw derde kwart 19e eeuw (onderpui)                   |                                                               | Oosteinde 171A | 52° 0' 43" NB, 4° 21' 51" OL  | 11961  | Meer afbeeldingen |
| Oorspronkelijk woonhuis met fragmenten van uit gekraagde arkeltorentje op de voorgevel. Zeer verminkt en met een dwars schilddak afgedekt | Woonhuis                  | mogelijk 15e eeuw                                                   |                                                               | Oosteinde 173A | 52° 0' 43" NB, 4° 21' 51" OL  | 11962  | Meer afbeeldingen |
| Pand met ingezwenkte gevel onder afgewolfd zadeldak, achter aansluitend tegen een puntgevel | Woonhuis                  | 17e eeuw                                                            |                                                               | Oosteinde 175 | 52° 0' 43" NB, 4° 21' 51" OL  | 11963  | Meer afbeeldingen |
| Kerkzaaltje (voorheen deel uitmakend van de aardewerkfabriek de Porceleyne Fles) vanwege de voorgevel bekleed met crème en grijswit geglazuurde tegels | Kerk en kerkonderdeel     | 1911                                                                |                                                               | Oosteinde 175 | 52° 0' 43" NB, 4° 21' 51" OL  | 11964  | Upload foto |
| Breed pand van vier vensterassen | Woonhuis                  | tweede helft 18e eeuw                                               |                                                               | Oosteinde 210-212 | 52° 0' 44" NB, 4° 21' 52" OL  | 11965  | Meer afbeeldingen |
| Sint-Joristoren | Fort, vesting en -onderdl | waarschijnlijk eerste kwart 16e eeuw                                |                                                               | Oosterstraat 94 | 52° 0' 54" NB, 4° 21' 47" OL  | 11966  | Meer afbeeldingen |
| Sint-Huybrechtstoren | Voorwerk                  | eerste kwart 16e eeuw                                               |                                                               | Oostplantsoen 40, 140 | 52° 1' 0" NB, 4° 21' 38" OL   | 11967  | Meer afbeeldingen |
| Oostpoort | Fort, vesting en -onderdl | ca. 1400                                                            |                                                               | Oostpoort 1 | 52° 0' 39" NB, 4° 22' 7" OL   | 11968  | Meer afbeeldingen |
| Klaauwshofje | Sociale zorg, liefdadigh. | 1605 (geschicht)                                                    |                                                               | Oranje Plantage 58-79 | 52° 0' 41" NB, 4° 22' 5" OL   | 11969  | Meer afbeeldingen |
| Oude Kerk | Kerk en kerkonderdeel     | ca. 1300 en later                                                   |                                                               | Heilige Geestkerkhof 25 | 52° 0' 45" NB, 4° 21' 21" OL  | 11970  | Meer afbeeldingen |
| Legermuseum | Militaire opslagplaats    | 1601 (zuidelijk deel) 1691-1692 (noordelijk deel)                   |                                                               | Korte Geer 1 | 52° 0' 25" NB, 4° 21' 36" OL  | 11971  | Meer afbeeldingen |
| Pand onder dwars schilddak en met eenvoudige gevel onder rechte kroonlijst | Woonhuis                  | mogelijk 17e eeuw                                                   |                                                               | Oude Kerkstraat 4 | 52° 0' 46" NB, 4° 21' 20" OL  | 12134  | Meer afbeeldingen |
| In oorsprong twee panden, elk onder eigen schilddak, gepleisterd en samengetrokken onder een kroonlijst | Woonhuis                  | eerste helft 19e eeuw                                               |                                                               | Oude Kerkstraat 5-6 | 52° 0' 46" NB, 4° 21' 21" OL  | 12135  | Meer afbeeldingen |
| Pand waarvan de gepleisterde gevel een geheel vormt met die van het buurnummer 8 | Woonhuis                  | tweede helft 18e eeuw                                               |                                                               | Oude Kerkstraat 7 | 52° 0' 47" NB, 4° 21' 21" OL  | 12136  | Pand waarvan de gepleisterde gevel een geheel vormt met die van het buurnummer 8 |
| Pand onder schilddak waarvan de gepleisterde gevel een geheel vormt die van het buurnummer nr | Woonhuis                  | tweede helft 18e eeuw                                               |                                                               | Oude Kerkstraat 8 | 52° 0' 47" NB, 4° 21' 21" OL  | 12137  | Meer afbeeldingen |
| Pand achter gesausde gevel onder kroonlijst | Woonhuis                  | mogelijk 17e eeuw                                                   |                                                               | Oude Kerkstraat 9-10 | 52° 0' 47" NB, 4° 21' 21" OL  | 12138  | Meer afbeeldingen |
| Pand onder schilddak met gepleisterde gevel onder rechte kroonlijst | Woonhuis                  | 16e eeuw                                                            |                                                               | Oude Kerkstraat 11 | 52° 0' 47" NB, 4° 21' 22" OL  | 12139  | Meer afbeeldingen |
| Pand met lage zolderverdieping en eenvoudige lijstgevel | Werk-woonhuis             | eerste helft 19e eeuw                                               |                                                               | Oude Langendijk 5-6 | 52° 0' 39" NB, 4° 21' 31" OL  | 12141  | Meer afbeeldingen |
| Pand met gesausde gevel onder rechte kroonlijst | Werk-woonhuis             | 1641 (jaartal)                                                      |                                                               | Oude Langendijk 7 | 52° 0' 39" NB, 4° 21' 32" OL  | 12142  | Meer afbeeldingen |
| Pand met hoog schilddak en gepleisterde gevel onder rechte lijst | Woonhuis                  | 16e eeuw                                                            |                                                               | Oude Langendijk 20 | 52° 0' 41" NB, 4° 21' 36" OL  | 12143  | Meer afbeeldingen |
| Pand onder schilddak en met gesausde lijstgevel | Werk-woonhuis             | mogelijk 17e eeuw (pand) tweede helft 18e eeuw (lijstgevel)         |                                                               | Oude Langendijk 21 | 52° 0' 41" NB, 4° 21' 36" OL  | 12144  | Meer afbeeldingen |
| Pand van parterre, verdieping en lage bovenverdieping | Werk-woonhuis             | eerste kwart 19e eeuw                                               |                                                               | Oude Langendijk 23 | 52° 0' 41" NB, 4° 21' 36" OL  | 12145  | Meer afbeeldingen |
| Pand van parterre, verdieping en lage bovenverdieping | Werk-woonhuis             | eerste kwart 19e eeuw                                               |                                                               | Oude Langendijk 23a | 52° 0' 42" NB, 4° 21' 37" OL  | 12146  | Meer afbeeldingen |
| Pand onder schilddak en met lijstgevel | Werk-woonhuis             | eerste kwart 19e eeuw                                               |                                                               | Oude Langendijk 24 | 52° 0' 42" NB, 4° 21' 37" OL  | 12147  | Meer afbeeldingen |
| Pand met tuitgevel | Woonhuis                  | mogelijk 17e eeuw (pand) 18e eeuw (lijstgevel)                      |                                                               | Oude Langendijk 25 | 52° 0' 42" NB, 4° 21' 37" OL  | 12148  | Meer afbeeldingen |
| Pandje met gesausde trapgevel | Woonhuis                  | 17e eeuw                                                            |                                                               | Paardenmarkt 46 | 52° 0' 57" NB, 4° 21' 29" OL  | 12149  | Pandje met gesausde trapgevel |
| Hofje van Pauw (of Hofje van Van der Dussen) | Sociale zorg, liefdadigh. | 1707                                                                |                                                               | Paardenmarkt 54-62 | 52° 0' 58" NB, 4° 21' 24" OL  | 12150  | Meer afbeeldingen |
| Artilleriemagazijn | Klooster, kloosteronderdl | 1671                                                                |                                                               | Kantoorgracht 74-76 Oostplantsoen 39a Paardenmarkt 1a-c                                                                                       | 52° 1' 0" NB, 4° 21' 36" OL   | 12151  | Meer afbeeldingen |
| Pand met eenvoudige lijstgevel met in de vensters negen- en twaalfruitsschuiframen | Bedrijfs-, fabriekswoning | 18e eeuw                                                            |                                                               | Papenstraat 5-7 | 52° 0' 44" NB, 4° 21' 29" OL  | 12152  | Meer afbeeldingen |
| Huyse van St.-Christoffel, voormalig Gasthuis | Gezondheidszorg           | ca. 1860                                                            |                                                               | Papenstraat 20 | 52° 0' 45" NB, 4° 21' 29" OL  | 12153  | Huyse van St.-Christoffel, voormalig Gasthuis |
| Gebouw van parterre en verdieping met hoog, dwars schilddak, waarin twee dakkapellen met frontons. Eenvoudige lijstgevel van vier vensterassen met zes- en vierruitsschuiframen. Rechts een getoogd poortje met geblokte omlijsting.                                                                                             | Woonhuis                  | 18e eeuw                                                            |                                                               | Papenstraat bij nr 20 | 52° 0' 45" NB, 4° 21' 28" OL  | 12154  | Meer afbeeldingen |
| Diep pand op de hoek van de Koornmarkt | Werk-woonhuis             | 16e eeuw                                                            |                                                               | Peperstraat 11-17 | 52° 0' 37" NB, 4° 21' 28" OL  | 12155  | Diep pand op de hoek van de Koornmarkt |
| Sociëteit Phoenix (Delftsch Studenten Corps). Pand met rijk versierde gevel in neo-renaissancetrant. | Sport en recreatie        | 1847/1878 (hoekfrontons)                                            |                                                               | Phoenixstraat 30 | 52° 0' 39" NB, 4° 21' 17" OL  | 12156  | Meer afbeeldingen |
| Bagijnetoren | Waarnemingspost           | eerste kwart 16e eeuw (bouw) 1950 (rest.)                           |                                                               | Phoenixstraat 85 | 52° 0' 42" NB, 4° 21' 13" OL  | 12157  | Meer afbeeldingen |
| Aan de voet van de molen muldershuis met tuitgevel, verdieping en roedenverdeling uit de bouwtijd. Naast het muldershuis aanbouw onder lessenaarsdak | Dienstwoning              | 18e eeuw                                                            |                                                               | Phoenixstraat 111 | 52° 0' 50" NB, 4° 21' 5" OL   | 12158  | Aan de voet van de molen muldershuis met tuitgevel, verdieping en roedenverdeling uit de bouwtijd. Naast het muldershuis aanbouw onder lessenaarsdak |
| De Roos | Industrie- en poldermolen | 1679                                                                |                                                               | Phoenixstraat 112 | 52° 0' 50" NB, 4° 21' 5" OL   | 12159  | Meer afbeeldingen |
| Pand met verdieping onder dwarsgeplaatst zadeldak | Werk-woonhuis             | vermoedelijk 18e eeuw                                               |                                                               | Rietveld 6 | 52° 0' 49" NB, 4° 21' 34" OL  | 12160  | Meer afbeeldingen |
| Hoekpand met verdieping onder schilddak. Gepleisterde voorgevel in de 19e eeuw vervangen met blokgroeven | Woonhuis                  | 18e eeuw                                                            |                                                               | Rietveld 8 | 52° 0' 49" NB, 4° 21' 34" OL  | 12161  | Meer afbeeldingen |
| Hoekpand met verdieping, onder zadeldak, aan achterzijde een schilddak met ingezwenkte topgevel. Beneden vensters met roedenverdeling in geprofileerde omlijsting (in voor- en linkerzijgevel), op verdieping schuifvensters met roedenverdeling; ingangsdeur met geprofileerd kalf                                              | Woonhuis                  | 18e eeuw                                                            |                                                               | Pluympot 2 | 52° 0' 49" NB, 4° 21' 35" OL  | 12162  | Meer afbeeldingen |
| Pand met verdieping onder schilddak. Lijstgevel waarin boven twee T-vensters. Deur met gietijzeren roostervulling en medaillon | Woonhuis                  | 18e eeuw                                                            |                                                               | Pluympot 2 | 52° 0' 49" NB, 4° 21' 35" OL  | 12163  | Pand met verdieping onder schilddak. Lijstgevel waarin boven twee T-vensters. Deur met gietijzeren roostervulling en medaillon |
| Pand met verdieping onder schilddak | Werk-woonhuis             | Vermoedelijk 18e eeuw                                               |                                                               | Rietveld 50 | 52° 0' 49" NB, 4° 21' 35" OL  | 12164  | Meer afbeeldingen |
| Hammenpoort | Tuin, park en plantsoen   | 1608                                                                |                                                               | Rotterdamseweg 155 | 51° 59' 51" NB, 4° 22' 12" OL | 12166  | Meer afbeeldingen |
| Kruithuis | Militaire opslagplaats    | 1660                                                                | Pieter Post                                                   | Schiekade 1-3 | 51° 59' 35" NB, 4° 22' 9" OL  | 12167  | Meer afbeeldingen |
| Mooibosch/Hoof -Bosch | Boerderij                 | mogelijk 18e eeuw                                                   |                                                               | Schieweg 146 | 51° 58' 49" NB, 4° 22' 44" OL | 12168  | Meer afbeeldingen |
| Boerderij, schuur, boogbrug en hek | Boerderij                 | 17e eeuw                                                            |                                                               | Schieweg 156 | 51° 58' 38" NB, 4° 22' 54" OL | 12169  | Boerderij, schuur, boogbrug en hek |
| Hervormd Rusthuis het "Oude Mannen en Vrouwenhuis" | Sociale zorg, liefdadigh. | 1908 (ruitshuis) 18e eeuw (vleugels) 17e eeuw (hoger gedeelte)      |                                                               | Schoolstraat 4-14 | 52° 0' 45" NB, 4° 21' 12" OL  | 12171  | Meer afbeeldingen |
| Huisje van alleen begane-grond met schilddak | Woonhuis                  | eerste kwart 19e eeuw                                               |                                                               | Schoolstraat 18 | 52° 0' 45" NB, 4° 21' 15" OL  | 12172  | Meer afbeeldingen |
| Huisje van alleen begane-grond met schilddak | Woonhuis                  | eerste kwart 19e eeuw                                               |                                                               | Schoolstraat 20 | 52° 0' 45" NB, 4° 21' 15" OL  | 12173  | Huisje van alleen begane-grond met schilddak |
| 't Koetshuys | Woonhuis                  | mogelijk 18e eeuw                                                   |                                                               | Schoolstraat 28-30 | 52° 0' 46" NB, 4° 21' 16" OL  | 12174  | 't Koetshuys |
| Hoekpand Vissteeg van parterre en twee verdiepingen onder hoog schilddak. Lijstgevel met gesneden Lod. XIV-consoles in de kroonlijst | Werk-woonhuis             | tweede kwart 18e eeuw                                               |                                                               | Verwersdijk 47 Visstraat 53-57 | 52° 0' 53" NB, 4° 21' 25" OL  | 12175  | Meer afbeeldingen |
| Pand van parterre met twee verdiepingen onder dwars schilddak | Woonhuis                  |                                                                     |                                                               | Verwersdijk 53-55 | 52° 0' 54" NB, 4° 21' 24" OL  | 12176  | Meer afbeeldingen |
| Pand onder dwars zadeldak | Werk-woonhuis             | laatste kwart 18e eeuw                                              |                                                               | Verwersdijk 59-61 | 52° 0' 54" NB, 4° 21' 24" OL  | 12177  | Meer afbeeldingen |
| Pand, van vijf vensterassen, parterre en verdieping onder dwars schilddak. Deuromlijsting met oude deur en hoofdgestel. In de verdieping negenruitsschuiframen. Kroonlijst met triglyphen en metopen | Woonhuis                  | ca. 1800                                                            |                                                               | Verwersdijk 63 | 52° 0' 54" NB, 4° 21' 23" OL  | 12178  | Meer afbeeldingen |
| Pand met eenvoudig, gesausd lijstgeveltje. Hoog schilddak | Woonhuis                  | ca. 1800                                                            |                                                               | Verwersdijk 85 | 52° 0' 56" NB, 4° 21' 21" OL  | 12179  | Meer afbeeldingen |
| Pand van parterre en verdieping met hoog schilddak | Woonhuis                  | tweede helft 18e eeuw                                               |                                                               | Verwersdijk 87 | 52° 0' 56" NB, 4° 21' 21" OL  | 12180  | Pand van parterre en verdieping met hoog schilddak |
| Eenvoudige, gave lijstgevel van parterre en verdieping | Woonhuis                  | eerste kwart 19e eeuw                                               |                                                               | Verwersdijk 97 | 52° 0' 57" NB, 4° 21' 20" OL  | 12181  | Meer afbeeldingen |
| Pand met puntgeveltje waarin oude onderpui, geprofileerde puibalk en oude kozijnen | Woonhuis                  | 18e eeuw                                                            |                                                               | Verwersdijk 99 | 52° 0' 57" NB, 4° 21' 20" OL  | 12182  | Pand met puntgeveltje waarin oude onderpui, geprofileerde puibalk en oude kozijnen |
| Pand met trapgevel versierd met natuurstenen banden, geprofileerde waterlijsten, geblokte ontlastingsbogen en in de top een cartouche-vormig blind oeil-de-boeuf | Woonhuis                  | eerste kwart 17e eeuw                                               |                                                               | Verwersdijk 14-16 | 52° 0' 49" NB, 4° 21' 32" OL  | 12183  | Meer afbeeldingen |
| Huis met dwars schilddak en gepleisterde lijstgevel | Werk-woonhuis             | 18e eeuw (gevel) eerste helft 19e eeuw (ramen)                      |                                                               | Verwersdijk 20-22 | 52° 0' 49" NB, 4° 21' 32" OL  | 12184  | Huis met dwars schilddak en gepleisterde lijstgevel |
| Hoekpand Doelenplein. Pand met gepleisterde gevels onder rechte lijsten en onder een langwerpig schilddak | Woonhuis                  | mogelijk 17e eeuw                                                   |                                                               | Doelenplein 1-3 Verwersdijk 34-36 | 52° 0' 50" NB, 4° 21' 31" OL  | 12185  | Hoekpand Doelenplein. Pand met gepleisterde gevels onder rechte lijsten en onder een langwerpig schilddak |
| Pand et verdieping en dwars schilddak, waarin dakkapel met vleugelstukken. Vensters met zes- en vierruitsramen. Houten kroonlijst | Woonhuis                  | eerste kwart 19eeeuw                                                |                                                               | Verwersdijk 100 | 52° 0' 53" NB, 4° 21' 27" OL  | 12186  | Meer afbeeldingen |
| Pand voorzien van hoge trapgevel met natuurstenen banden, geblokte ontlastingsbogen en in de top een blind oeil-de-boeuf in natuurstenen omlijsting. Gerestaureerde pui en roedenverdeling in stijl 18e eeuw | Woonhuis                  | tweede helft 17e eeuw                                               |                                                               | Verwersdijk 164 | 52° 0' 57" NB, 4° 21' 22" OL  | 12187  | Meer afbeeldingen |
| Pand onder zadeldak met trapgevel, geblokte ontlastingsbogen en nisje in de top | Woonhuis                  | 17e eeuw                                                            |                                                               | Vlamingstraat 77 | 52° 0' 49" NB, 4° 21' 46" OL  | 12189  | Meer afbeeldingen |
| Koornbeurs (of Vleeshal) | Handel en kantoor         | midden 17e eeuw                                                     |                                                               | Voldersgracht 1-2 | 52° 0' 42" NB, 4° 21' 28" OL  | 12190  | Meer afbeeldingen |
| Pand met lijstgevel geprofileerde vensteromlijstingen met hoofdgestellen en oudere gevelsteen | Woonhuis                  | midden 19e eeuw                                                     |                                                               | Halsteeg 8-10 Voldersgracht 5 | 52° 0' 43" NB, 4° 21' 29" OL  | 12191  | Meer afbeeldingen |
| De Vergulde Pauw | Werk-woonhuis             | ca. 1550                                                            |                                                               | Voldersgracht 6 | 52° 0' 43" NB, 4° 21' 29" OL  | 12192  | Meer afbeeldingen |
| Pand met schilddak en lijstgevel uit het derde kwart der 19e eeuw | Woonhuis                  | mogelijk 17e eeuw                                                   |                                                               | Voldersgracht 9-10 | 52° 0' 43" NB, 4° 21' 30" OL  | 12193  | Meer afbeeldingen |
| Pand met eenvoudige trapgevel | Woonhuis                  | 17e eeuw                                                            |                                                               | Voldersgracht 11 | 52° 0' 43" NB, 4° 21' 31" OL  | 12194  | Meer afbeeldingen |
| Pand met eenvoudige lijstgevel | Woonhuis                  | 19e eeuw (gevel)                                                    |                                                               | Voldersgracht 15 | 52° 0' 44" NB, 4° 21' 32" OL  | 12195  | Meer afbeeldingen |
| Pand met gepleisterde tuitgevel met segmentvormige bekroning | Woonhuis                  | mogelijk 18e eeuw                                                   |                                                               | Voldersgracht 16 | 52° 0' 44" NB, 4° 21' 32" OL  | 12196  | Meer afbeeldingen |
| Pand met afgeknotte trapgevel, waarin ontlastingsbogen en muurankers | Werk-woonhuis             | 17e eeuw                                                            |                                                               | Voldersgracht 29 | 52° 0' 45" NB, 4° 21' 36" OL  | 12197  | Meer afbeeldingen |
| Hoekpand Oudekerkstraat met tot tuitgevel gewijzigde topgevel en boven de verdiepingsvensters geblokte ontlastingsbogen. Tegen de gepleisterde zijgevel een pothuis | Woonhuis                  | eerste kwart 17e eeuw                                               |                                                               | Oude Kerkstraat 12 Voorstraat 1 | 52° 0' 47" NB, 4° 21' 22" OL  | 12198  | Meer afbeeldingen |
| Pand met gevel, waarin geblokte ontlastingsbogen en sierankers, onder rechte lijst. Bij de restauratie werden een pui en een roedenverdeling in 18e-eeuwse stijl aangebracht. Boven de puibalk drie maskergevelstenen en een cartouche                                                                                           | Woonhuis                  | 1612                                                                |                                                               | Voorstraat 3 | 52° 0' 47" NB, 4° 21' 22" OL  | 12199  | Meer afbeeldingen |
| Pand met gesausd trapgeveltje met onder de top een geprofileerde waterlijst. Geblokte ontlastingsbogen, natuurstenen banden en sierankers | Woonhuis                  | 17e eeuw                                                            |                                                               | Voorstraat 5 | 52° 0' 47" NB, 4° 21' 22" OL  | 12200  | Meer afbeeldingen |
| Pand met eenvoudige lijstgevel | Werk-woonhuis             | eerste helft 19e eeuw                                               |                                                               | Voorstraat 7 | 52° 0' 47" NB, 4° 21' 22" OL  | 12201  | Meer afbeeldingen |
| Pand met eenvoudige, gesausde lijstgevel | Woonhuis                  | tweede kwart 19e eeuw                                               |                                                               | Voorstraat 11 | 52° 0' 48" NB, 4° 21' 22" OL  | 12202  | Meer afbeeldingen |
| Pand met eenvoudige gepleisterde lijstgevel | Woonhuis                  | tweede kwart 19e eeuw                                               |                                                               | Voorstraat 13 | 52° 0' 48" NB, 4° 21' 22" OL  | 12203  | Meer afbeeldingen |
| Pand met eenvoudige, gesausde lijstgevel | Werk-woonhuis             | eerste helft 19e eeuw                                               |                                                               | Voorstraat 17 | 52° 0' 48" NB, 4° 21' 22" OL  | 12204  | Meer afbeeldingen |
| Patriciershuis met lijstgevel ter breedte van vijf vensterassen. In de rechteras oorspronkelijke deur met rijk gesneden Lod. XIV-omlijsting van het bovenvenster. Weelderig gesneden lijst. Drieruitsramen; in de parterre met paars glas                                                                                        | Werk-woonhuis             | tweede kwart 18e eeuw                                               |                                                               | Voorstraat 19 | 52° 0' 49" NB, 4° 21' 21" OL  | 12205  | Meer afbeeldingen |
| Pand met gepleisterde lijstgevel met lage bovenverdieping | Woonhuis                  | tweede kwart 19e eeuw                                               |                                                               | Voorstraat 25 | 52° 0' 49" NB, 4° 21' 21" OL  | 12206  | Meer afbeeldingen |
| Pand met tuitgevel | Woonhuis                  | mogelijk 17e eeuw                                                   |                                                               | Voorstraat 53 | 52° 0' 51" NB, 4° 21' 19" OL  | 12207  | Meer afbeeldingen |
| Pand met gepleisterde tuitgevel | Werk-woonhuis             | mogelijk 17e eeuw                                                   |                                                               | Voorstraat 55 | 52° 0' 51" NB, 4° 21' 19" OL  | 12208  | Meer afbeeldingen |
| Pand met lijstgevel. Benedengedeelte gepleisterd; in de verdieping hoge Empireramen. Hoog schilddak met dakkapel | Woonhuis                  | eerste kwart 19e eeuw                                               |                                                               | Voorstraat 61 | 52° 0' 52" NB, 4° 21' 18" OL  | 12209  | Meer afbeeldingen |
| Pand met eenvoudige lijstgevel. Getoogde keldervensters, deur met bovenlicht en consoles in rijk gesneden omlijsting en Empireramen met geprofileerde omlijstingen. Stoep met smeedijzeren hek | Woonhuis                  | ca. 1800                                                            |                                                               | Voorstraat 63 | 52° 0' 52" NB, 4° 21' 18" OL  | 12210  | Meer afbeeldingen |
| Pand achter eenvoudige, uit mooi metselwerk opgetrokken lijstgevel. Late Empireramen; in de lijst verdiepte velden. Stoephek met gebeeldhouwde palen | Woonhuis                  | ca. 1800                                                            |                                                               | Voorstraat 65 | 52° 0' 52" NB, 4° 21' 18" OL  | 12211  | Meer afbeeldingen |
| Pand met lijstgevel. De vensters van de benedenverdieping hebben geprofileerde houten omlijstingen; de verdiepingsvensters hoofdgestellen. Lage bovenverdieping | Woonhuis                  | tweede kwart 19e eeuw                                               |                                                               | Voorstraat 67 | 52° 0' 52" NB, 4° 21' 18" OL  | 12212  | Meer afbeeldingen |
| Pand met lijstgevel | Woonhuis                  | eerste helft 19e eeuw                                               |                                                               | Voorstraat 77 | 52° 0' 53" NB, 4° 21' 17" OL  | 12213  | Meer afbeeldingen |
| Lijstgevel ter breedte van vier vensterassen. Geprofileerde vensterdorpels; Empireramen met gegroefde middenstijlen. Links een getoogd poortje. Stoep met stoeppalen | Woonhuis                  | eerste helft 19e eeuw                                               |                                                               | Voorstraat 79 | 52° 0' 53" NB, 4° 21' 17" OL  | 12214  | Meer afbeeldingen |
| Pand met eenvoudige, gepleisterde lijstgevel | Woonhuis                  | eerste helft 19e eeuw                                               |                                                               | Voorstraat 99 | 52° 0' 55" NB, 4° 21' 15" OL  | 12215  | Meer afbeeldingen |
| Pand met lijstgevel. Parterre gepleisterd, geprofileerde vensteromlijstingen, stucconsoles en boven de verdiepingsvensters balkonhekjes. Lage bovenverdieping. Stoep met stoeppalen | Woonhuis                  | derde kwart 19e eeuw                                                |                                                               | Voorstraat 101 | 52° 0' 55" NB, 4° 21' 15" OL  | 12216  | Meer afbeeldingen |
| Pand onder hoog schilddak en met gepleisterde lijstgevel, waarin muurankers | Woonhuis                  | 17e eeuw (pand) eerste helft 19e eeuw (gevel)                       |                                                               | Voorstraat 4 | 52° 0' 46" NB, 4° 21' 25" OL  | 12217  | Pand onder hoog schilddak en met gepleisterde lijstgevel, waarin muurankers |
| Pand met eenvoudige gepleisterde gevel onder getande kroonlijst | Woonhuis                  | derde kwart 19e eeuw                                                |                                                               | Voorstraat 6-8d, j | 52° 0' 47" NB, 4° 21' 25" OL  | 12218  | Meer afbeeldingen |
| Laat-gotisch pand onder hoog schilddak | Woonhuis                  | eerste helft 19e eeuw                                               |                                                               | Voorstraat 8, 8c-h | 52° 0' 47" NB, 4° 21' 24" OL  | 12219  | Meer afbeeldingen |
| Pand onder dwars schilddak en met gepleisterde lijstgevel | Woonhuis                  | 18e eeuw                                                            |                                                               | Voorstraat 8a-b, 10 | 52° 0' 47" NB, 4° 21' 25" OL  | 12220  | Meer afbeeldingen |
| Pand met trapgevel waarvan de top vernieuwd | Woonhuis                  | eerste kwart 16e eeuw                                               |                                                               | Voorstraat 12 | 52° 0' 47" NB, 4° 21' 24" OL  | 12221  | Meer afbeeldingen |
| Pand met eenvoudige lijstgevel rood gesausd | Werk-woonhuis             | eerste helft 19e eeuw                                               |                                                               | Voorstraat 14 | 52° 0' 47" NB, 4° 21' 24" OL  | 12222  | Meer afbeeldingen |
| Patriciershuis met brede lijstgevel van zeven vensterassen | Woonhuis                  | vierde kwart 18e eeuw                                               |                                                               | Voorstraat 22 | 52° 0' 49" NB, 4° 21' 23" OL  | 12223  | Meer afbeeldingen |
| Pand eenvoudige deuromlijsting met pilasters en geprofileerde vensteromlijstingen | Werk-woonhuis             | 18e eeuw                                                            |                                                               | Voorstraat 42 | 52° 0' 51" NB, 4° 21' 21" OL  | 12224  | Meer afbeeldingen |
| Pand met gepleisterde lijstgevel met lage bovenverdieping | Werk-woonhuis             | tweede kwart 19e eeuw                                               |                                                               | Voorstraat 48 | 52° 0' 51" NB, 4° 21' 20" OL  | 12225  | Meer afbeeldingen |
| Pand met eenvoudige bakstenen klokgevel en stoeppalen | Werk-woonhuis             | 18e eeuw                                                            |                                                               | Voorstraat 50 | 52° 0' 51" NB, 4° 21' 20" OL  | 12226  | Meer afbeeldingen |
| Vierkant pand op de hoek van de Vissteeg met schilddak. Gepleisterde gevel onder rechte lijst | Werk-woonhuis             | mogelijk 16e eeuw                                                   |                                                               | Voorstraat 54-56 | 52° 0' 52" NB, 4° 21' 20" OL  | 12227  | Meer afbeeldingen |
| Pand met hoge lijstgevel | Woonhuis                  | laatste kwart 18e eeuw                                              |                                                               | Voorstraat 60 | 52° 0' 52" NB, 4° 21' 19" OL  | 12228  | Meer afbeeldingen |
| Pand met eenvoudige, gepleisterde lijstgevel | Woonhuis                  | 19e eeuw                                                            |                                                               | Voorstraat 64 | 52° 0' 53" NB, 4° 21' 19" OL  | 12229  | Meer afbeeldingen |
| Pand met hoog schilddak en eenvoudige lijstgevel | Woonhuis                  | eerste helft 19e eeuw (stoeppalen)                                  |                                                               | Voorstraat 70 | 52° 0' 53" NB, 4° 21' 19" OL  | 12230  | Meer afbeeldingen |
| Pand met hoog schilddak, gedekt door moderne pannen | Werk-woonhuis             | eerste helft 19e eeuw (lijstgevel)                                  |                                                               | Voorstraat 72-74 | 52° 0' 53" NB, 4° 21' 19" OL  | 12231  | Meer afbeeldingen |
| Pand onder schilddak en met eenvoudige lijstgevel | Woonhuis                  | 1829                                                                |                                                               | Voorstraat 76 | 52° 0' 54" NB, 4° 21' 18" OL  | 12232  | Meer afbeeldingen |
| Pand met eenvoudige lijstgevel | Werk-woonhuis             | eerste helft 19e eeuw                                               |                                                               | Voorstraat 80-82 | 52° 0' 54" NB, 4° 21' 18" OL  | 12233  | Meer afbeeldingen |
| Hoekpand Hoefijzersteeg met IJsselstenen zijgevel en lage bovenverdieping. Empireramen met gegroefde middenstijlen en wisseldorpels. Stoeppalen | Werk-woonhuis             | mogelijk 18e eeuw                                                   |                                                               | Voorstraat 84-86 | 52° 0' 55" NB, 4° 21' 18" OL  | 12234  | Meer afbeeldingen |
| Pand met lage bovenverdieping, schilddak en lijstgevel | Woonhuis                  | eerste helft 19e eeuw                                               |                                                               | Voorstraat 96 | 52° 0' 55" NB, 4° 21' 16" OL  | 12236  | Meer afbeeldingen |
| Pand onder schilddak en met gepleisterde lijstgevel | Woonhuis                  | eerste helft 19e eeuw                                               |                                                               | Voorstraat 98-100 | 52° 0' 55" NB, 4° 21' 16" OL  | 12238  | Meer afbeeldingen |
| Pand op de hoek van de Molenstraat | Werk-woonhuis             | 17e eeuw (pand) eerste helft 19e eeuw (voorgevel)                   |                                                               | Molenstraat 1a Voorstraat 102-104 | 52° 0' 56" NB, 4° 21' 16" OL  | 12239  | Meer afbeeldingen |
| Trapgevel in het midden van een aantal oude panden, onder het warenhuis samengetrokken, met geblokte, korfbogige ontlastingsbogen op door consoles gedragen penanten en natuurstenen hoekblokken. | Woonhuis                  | 1606                                                                |                                                               | Vrouwjuttenland 11 | 52° 0' 46" NB, 4° 21' 36" OL  | 12240  | Meer afbeeldingen |
| Gerend pandje op de hoek van de Vlouw. Gepleisterde gevels; aan de voorzijde een topgevel met ingezwenkte zijkanten | Werk-woonhuis             | 17e of 18e eeuw                                                     |                                                               | Vrouwjuttenland 15 | 52° 0' 47" NB, 4° 21' 35" OL  | 12241  | Meer afbeeldingen |
| Pand met dwars schilddak en kroonlijst, waaronder vier lod | Werk-woonhuis             |                                                                     |                                                               | Vrouwjuttenland 29-31 | 52° 0' 47" NB, 4° 21' 34" OL  | 12242  | Meer afbeeldingen |
| Pand met dwars schilddak en eenvoudige gepleisterde lijstgevel | Woonhuis                  | eerste helft 19e eeuw                                               |                                                               | Vrouwjuttenland 16-18 | 52° 0' 47" NB, 4° 21' 36" OL  | 12243  | Meer afbeeldingen |
| Pand met dwars schilddak en eenvoudige gepleisterde gebosseerde lijstgevel | Werk-woonhuis             | eerste helft 19e eeuw                                               |                                                               | Vrouwjuttenland 20-22 | 52° 0' 47" NB, 4° 21' 36" OL  | 12244  | Meer afbeeldingen |
| De dreye Claveren | Woonhuis                  | eerste kwart 17e eeuw                                               |                                                               | Vrouwenregt 2 | 52° 0' 46" NB, 4° 21' 43" OL  | 12245  | Meer afbeeldingen |
| Pand achter eenvoudige, gepleisterde lijstgevel met lage bovenverdieping | Woonhuis                  | eerste helft 19e eeuw                                               |                                                               | Vrouwenregt 4 | 52° 0' 46" NB, 4° 21' 43" OL  | 12246  | Meer afbeeldingen |
| Pand achter eenvoudige, gepleisterde lijstgevel met lage bovenverdieping | Woonhuis                  | eerste helft 19e eeuw                                               |                                                               | Vrouwenregt 5 | 52° 0' 46" NB, 4° 21' 42" OL  | 12247  | Meer afbeeldingen |
| Gerend pand op de hoek van de Trompetstraat | Woonhuis                  | 17e eeuw                                                            |                                                               | Vrouwenregt 8 | 52° 0' 46" NB, 4° 21' 42" OL  | 12248  | Meer afbeeldingen |
| Gerend pand op de hoek van de Trompetstraat achter eenvoudige lijstgevel. Geornamenteerde stoeppalen | Woonhuis                  | mogelijk 17e eeuw (pand) eerste helft 19e eeuw (gevel)              |                                                               | Vrouwenregt 9 | 52° 0' 46" NB, 4° 21' 41" OL  | 12249  | Meer afbeeldingen |
| Pand onder schilddak, begane-grond en zolderverdieping | Woonhuis                  | eerste kwart 19e eeuw                                               |                                                               | Vrouwenregt 10-11 | 52° 0' 46" NB, 4° 21' 41" OL  | 12250  | Meer afbeeldingen |
| Gerend pand onder schilddak. Gepleisterde lijstgevel met lage bovenverdieping. In de verdieping zesruitsschuiframen | Werk-woonhuis             | 17e eeuw (pand) eerste helft 19e eeuw (gevel)                       |                                                               | Vrouwenregt 14 | 52° 0' 46" NB, 4° 21' 40" OL  | 12251  | Gerend pand onder schilddak. Gepleisterde lijstgevel met lage bovenverdieping. In de verdieping zesruitsschuiframen |
| Gepleisterd huis onder schilddak. dat achter aansluit tegen een puntgevel. Aan de voorzijde een gepleisterde lijstgevel met lage bovenverdieping | Woonhuis                  | 17e eeuw (huis) eerste helft 19e eeuw (gevel)                       |                                                               | Vrouwenregt 15 | 52° 0' 46" NB, 4° 21' 40" OL  | 12252  | Meer afbeeldingen |
| Voormalig onderwijsgebouw Polytechnische School | Woonhuis                  | 1875                                                                | E.H. Gugel                                                    | Westvest 7 | 52° 0' 33" NB, 4° 21' 23" OL  | 12253  | Meer afbeeldingen |
| Vrije Akademie, Voormalig onderwijsgebouw Polytechnische School | Woonhuis                  | 1865                                                                | C.J. de Bruyn Kops                                            | Westvest 9 | 52° 0' 31" NB, 4° 21' 25" OL  | 12254  | Meer afbeeldingen |
| Gotische poort | Grensafbakening           |                                                                     |                                                               | Westvest 43 | 52° 0' 25" NB, 4° 21' 30" OL  | 12255  | Gotische poort |
| De Bock | Werk-woonhuis             | tweede kwart 19e eeuw (links) tweede kwart 18e eeuw (rechts)        |                                                               | Wijnhaven 7 | 52° 0' 38" NB, 4° 21' 29" OL  | 12257  | Meer afbeeldingen |
| De Swaen | Woonhuis                  | 1732                                                                |                                                               | Wijnhaven 8-9 | 52° 0' 39" NB, 4° 21' 28" OL  | 12258  | Meer afbeeldingen |
| Middelburch | Werk-woonhuis             | ca. 1800                                                            |                                                               | Wijnhaven 10 | 52° 0' 39" NB, 4° 21' 28" OL  | 12259  | Meer afbeeldingen |
| De Draeck | Woonhuis                  | middeleeuwen (pand) 1863 (pui)                                      |                                                               | Wijnhaven 11/12 | 52° 0' 39" NB, 4° 21' 28" OL  | 12260  | Meer afbeeldingen |
| Klein pandje met gebogen afdekking en geprofileerde vensterdorpels. In een cartouche gedateerd | Werk-woonhuis             | 1639 (jaartal)                                                      |                                                               | Wijnhaven 13 | 52° 0' 39" NB, 4° 21' 28" OL  | 12261  | Meer afbeeldingen |
| Pand met klokgevel waarvan het metselwerk vernieuwd met behoud van oude kozijnen | Woonhuis                  | 18e eeuw                                                            |                                                               | Wijnhaven 14 | 52° 0' 39" NB, 4° 21' 28" OL  | 12262  | Meer afbeeldingen |
| Pand met segmentvormig gebogen gevelbeeindiging | Werk-woonhuis             |                                                                     |                                                               | Wijnhaven 15 | 52° 0' 40" NB, 4° 21' 28" OL  | 12263  | Meer afbeeldingen |
| Het Gulden Tonneke/De Gouden Roos | Woonhuis                  | eerste helft 16e eeuw                                               |                                                               | Boterbrug 17 Wijnhaven 16 | 52° 0' 40" NB, 4° 21' 27" OL  | 12264  | Meer afbeeldingen |
| Pand met eenvoudige lijstgevel | Werk-woonhuis             | tweede helft 18e eeuw                                               |                                                               | Wijnhaven 18 | 52° 0' 41" NB, 4° 21' 27" OL  | 12265  | Meer afbeeldingen |
| Pand met eenvoudige lijstgevel | Werk-woonhuis             | eerste helft 19e eeuw                                               |                                                               | Wijnhaven 19 | 52° 0' 41" NB, 4° 21' 27" OL  | 12266  | Meer afbeeldingen |
| Pand met eenvoudig, gesausd tuitgeveltje met in de verdieping een tweelichtskozijn | Woonhuis                  | 18e eeuw                                                            |                                                               | Wijnhaven 21 | 52° 0' 41" NB, 4° 21' 27" OL  | 12267  | Meer afbeeldingen |
| De Prinsenvloot. Pand met gewelfde kelders en schilddak | Werk-woonhuis             | vermoedelijk 16e eeuw                                               |                                                               | Nieuwstraat 15 Wijnhaven 22 | 52° 0' 41" NB, 4° 21' 26" OL  | 12268  | Meer afbeeldingen |
| Hardstenen grenspaal | Grensafbakening           |                                                                     |                                                               | Delfgauwseweg ongenummerd, grenspaal | 52° 0' 29" NB, 4° 23' 20" OL  | 12269  | Hardstenen grenspaal |
| Hardstenen grenspaal voor de markering van de gemeentegrens, voorzien met het wapen van Delft | Grensafbakening           |                                                                     |                                                               | Schieweg ongenummerd, grenspaal | 51° 58' 20" NB, 4° 23' 9" OL  | 12270  | Hardstenen grenspaal voor de markering van de gemeentegrens, voorzien met het wapen van Delft |
| Hardstenen grenspaal | Grensafbakening           |                                                                     |                                                               | Tweemolentjeskade/Hazepad ongenummerd, grenspaal                                                                                              | 52° 1' 36" NB, 4° 22' 51" OL  | 12271  | Hardstenen grenspaal |
| Agnietenbrug | Brug                      | 1964 (vernieuwd)                                                    |                                                               | Agnietenbrug over Gasthuislaan bij Oosteinde                                                                                                  | 52° 0' 40" NB, 4° 22' 1" OL   | 12272  | Agnietenbrug |
| Bloedbrug | Brug                      | 1940 (vernieuwd)                                                    |                                                               | Bloedbrug over Vlamingstraat bij Vrouwenregt/Vrouwjuttenland                                                                                  | 52° 0' 49" NB, 4° 21' 44" OL  | 12275  | Meer afbeeldingen |
| Boterbrug | Brug                      | 1558 (jaarsteen) 1865 (vernieuwd) 1954 (verbreed)                   |                                                               | Boterbrug tussen Wijnhaven en Oude Delft | 52° 0' 45" NB, 4° 21' 19" OL  | 12276  | Meer afbeeldingen |
| Bijbelbrug | Brug                      | 1938 (vernieuwd)                                                    |                                                               | Bijbelbrug over Oude Langendijk, t.o. Jacob Gerritstraat                                                                                      | 52° 0' 37" NB, 4° 21' 26" OL  | 12277  | Bijbelbrug |
| Catharijnebrug | Brug                      | mogelijk 18e eeuw (bouw) ca. 1950 (verbreed en verlaagd)            |                                                               | Catharijnenbrug over Oosteinde bij Oostpoort, t.o. Zuiderstraat, Oranje Plantage                                                              | 52° 0' 39" NB, 4° 22' 5" OL   | 12278  | Catharijnebrug |
| Drapeniersbrug | Brug                      | mogelijk 18e eeuw                                                   |                                                               | Drapeniersbrug over Rietveld bij Vrouwjuttenland                                                                                              | 52° 0' 48" NB, 4° 21' 34" OL  | 12279  | Meer afbeeldingen |
| Drogerijbrug | Brug                      | 1774 (jaartal) 1950 (verlaagd)                                      |                                                               | Drogerijbrug over Vlamingstraat bij Oosterstraat                                                                                              | 52° 0' 51" NB, 4° 21' 50" OL  | 12280  | Drogerijbrug |
| Gasthuisbrug | Brug                      | 1575 (sluitsteen) 1929 (verbreed en vernieuwd)                      |                                                               | Gasthuisbrug over Brabantse Turfmarkt bij Gasthuissteeg                                                                                       | 52° 0' 31" NB, 4° 21' 42" OL  | 12281  | Gasthuisbrug |
| Hof van Delftbrug | Brug                      | 18e eeuw                                                            |                                                               | Hof van Delftbrug over Hippolytusbuurt / Voorstraat, t.o. Choorstraat                                                                         | 52° 0' 45" NB, 4° 21' 24" OL  | 12284  | Meer afbeeldingen |
| Hoogbrug | Brug                      | mogelijk 16e eeuw                                                   |                                                               | Achterom bij 1 | 52° 0' 23" NB, 4° 21' 40" OL  | 12285  | Meer afbeeldingen |
| Sint Jacobsbrug | Brug                      | mogelijk 18e eeuw                                                   |                                                               | Sint-Jacobsbrug over Lange Geer/Koornmarkt bij Breestraat                                                                                     | 52° 0' 32" NB, 4° 21' 34" OL  | 12286  | Meer afbeeldingen |
| Sint Jorisbrug | Brug                      | mogelijk 18e eeuw                                                   |                                                               | Sint-Jorisbrug over de Kolk bij het Noordeinde                                                                                                | 52° 0' 55" NB, 4° 21' 12" OL  | 12290  | Meer afbeeldingen |
| Kaakbrug | Brug                      | 18e eeuw                                                            |                                                               | Kaakbrug over Voldersgracht bij Markt, Cameretten                                                                                             | 52° 0' 42" NB, 4° 21' 28" OL  | 12291  | Kaakbrug |
| Lakenverwersbrug | Brug                      | 1859 (vernieuwd) 1953 (gewijzigd)                                   |                                                               | Lakenverwersbrug over Verwersdijk / Vrouwjuttenland t.o. Choorstraat                                                                          | 52° 0' 48" NB, 4° 21' 32" OL  | 12292  | Meer afbeeldingen |
| Leeuwebrug | Brug                      | 1668 (sluitsteen)                                                   |                                                               | Leeuwebrug over Koornmarkt t.o. Huyterstraat                                                                                                  | 52° 0' 32" NB, 4° 21' 34" OL  | 12293  | Meer afbeeldingen |
| Minrebroersbrug | Brug                      | 1858 (sluitsteen)                                                   |                                                               | Minrebroersbrug over Molslaan bij Oosteinde                                                                                                   | 52° 0' 42" NB, 4° 21' 53" OL  | 12294  | Minrebroersbrug |
| Musquetierbrug | Brug                      | 1654 (sluitsteen) 1939 (verlaagd en vernieuwd)                      |                                                               | Musquetierbrug over Verwersdijk t.o. Molenstraat                                                                                              | 52° 0' 58" NB, 4° 21' 20" OL  | 12295  | Musquetierbrug |
| Kleine Oostpoortbrug | Brug                      | 1867 (hersteld) 1903 (hersteld)                                     |                                                               | Oostpoortbrug over Zuiderstraat/Rijn-Schiekanaal voor Oostpoort                                                                               | 52° 0' 38" NB, 4° 22' 7" OL   | 12296  | Meer afbeeldingen |
| Oudemanhuisbrug | Brug                      | 1885 (verbreed)                                                     |                                                               | Oudemanhuisbrug over Voldersgracht t.o. Oudemanhuissteeg                                                                                      | 52° 0' 44" NB, 4° 21' 34" OL  | 12297  | Meer afbeeldingen |
| Poelbrug | Brug                      | mogelijk 18e eeuw (bouw) 1858 (sluitsteen)                          |                                                               | Poelbrug over Voorstraat t.o. Oude Kerkstraat                                                                                                 | 52° 0' 47" NB, 4° 21' 23" OL  | 12298  | Meer afbeeldingen |
| Schout van der Meerbrug | Brug                      | 1924 (vernieuwd)                                                    |                                                               | Schout van der Meerbrug over Vrouwenregt bij Nieuwe Langendijk                                                                                | 52° 0' 45" NB, 4° 21' 44" OL  | 12300  | Schout van der Meerbrug |
| Schreibrug | Brug                      |                                                                     |                                                               | Schreibrug over Vrouwjuttenland bij Voldersgracht                                                                                             | 52° 0' 46" NB, 4° 21' 38" OL  | 12301  | Schreibrug |
| St. Stevensbrug | Brug                      | mogelijk 18e eeuw                                                   |                                                               | Sint-Stevensbrug over Voorstraat bij Kolk t.o. Molenstraat                                                                                    | 52° 0' 56" NB, 4° 21' 15" OL  | 12302  | Meer afbeeldingen |
| Teemsbrug | Brug                      | 1760 (sluitsteen) 1938 (vernieuwd)                                  |                                                               | Teemsbrug over Oude Langendijk bij Markt oostzijde                                                                                            | 52° 0' 39" NB, 4° 21' 30" OL  | 12303  | Teemsbrug |
| Touwbrug | Brug                      | 1933 (herbouwd en verlaagd) 1954 (verbreed)                         |                                                               | Touwbrug over Wijnhaven/Koornmarkt bij Oude Langendijk                                                                                        | 52° 0' 39" NB, 4° 21' 29" OL  | 12304  | Meer afbeeldingen |
| Visbrug | Brug                      | derde kwart 19e eeuw                                                |                                                               | Visbrug over Voorstraat t.o. Visstraat | 52° 0' 54" NB, 4° 21' 12" OL  | 12305  | Meer afbeeldingen |
| Vrouwe van Rijnsburgerbrug | Brug                      | 16e eeuw                                                            |                                                               | Vrouwe van Rijnsburgerbrug over Vrouwenregt t.o. Kerkstraat                                                                                   | 52° 0' 46" NB, 4° 21' 40" OL  | 12306  | Meer afbeeldingen |
| Warmoesbrug | Brug                      | mogelijk 18e eeuw                                                   |                                                               | Warmoesbrug over Hippolytusbuurt t.o. Nieuwstraat, Camaretten                                                                                 | 52° 0' 41" NB, 4° 21' 27" OL  | 12307  | Warmoesbrug |
| Waterslootsebrug | Brug                      | 1677 (oostelijk gedeelte) 1929 (westelijk gedeelte verbreed)        |                                                               | Waterslootsebrug over Binnenwatersloot t.o. Phoenixstraat / Westvest                                                                          | 52° 0' 34" NB, 4° 21' 21" OL  | 12308  | Waterslootsebrug |
| Maria van Jessekerk | Kerk en kerkonderdeel     | 1877-1882                                                           | E.J. Margry                                                   | Burgwal 18a | 52° 0' 41" NB, 4° 21' 39" OL  | 18279  | Meer afbeeldingen |
| Hoekpand met schilddak en lijstgevel met gemetselde muurdammen tussen de verdiepingsvensters | Werk-woonhuis             | 18e eeuw (karakter gevel)                                           |                                                               | Voldersgracht 8 | 52° 0' 43" NB, 4° 21' 30" OL  | 395243 | Meer afbeeldingen |
| De dubbele chauffeurswoning behoort tot het complex van 'Garage Centraal' | Dienstwoning              | 1926                                                                |                                                               | Molstraat 19 | 52° 0' 35" NB, 4° 21' 36" OL  | 525239 | De dubbele chauffeurswoning behoort tot het complex van 'Garage Centraal' |
| Onderdeel van het complex voormalig laboratorium van de Afdeling Physica en Electrotechniek van de Polytechnische School | Onderwijs en wetenschap   | 1902-1903                                                           | J. van Lokhorst                                               | Kanaalweg 2b | 52° 0' 27" NB, 4° 22' 3" OL   | 525243 | Meer afbeeldingen |
| Ketelhuis met schoorsteen en machinistenwoning | Industrie                 | 1903-1904                                                           |                                                               | Kanaalweg 2 | 52° 0' 25" NB, 4° 22' 1" OL   | 525244 | Ketelhuis met schoorsteen en machinistenwoning |
| Watertoren | Nutsbedrijf               | 1895                                                                | M.A.C. Hartman                                                | Kalverbos 22 | 52° 1' 0" NB, 4° 21' 4" OL    | 525246 | Meer afbeeldingen |
| Pompgebouw | Nutsbedrijf               | 1918-1919                                                           |                                                               | Kalverbos 20 | 52° 1' 1" NB, 4° 21' 4" OL    | 525247 | Pompgebouw |
| Dienstwoning voormalige Gemeentelijke Begraafplaats Haagpoort | Dienstwoning              | 1863                                                                |                                                               | Kalverbos 4-6 | 52° 1' 3" NB, 4° 21' 5" OL    | 525249 | Dienstwoning voormalige Gemeentelijke Begraafplaats Haagpoort |
| Restant van de in 1829 op het voormalige bastion bij de Haag(se)poort, het huidige Kalverbos, aangelegde gemeentelijke begraafplaats. Vier graven, waaronder het graf Karl Wilhelm Naundorff | Begraafplaats en -onderdl | 1829                                                                |                                                               | Kalverbos begraafplaats | 52° 1' 2" NB, 4° 21' 6" OL    | 525250 | Restant van de in 1829 op het voormalige bastion bij de Haag(se)poort, het huidige Kalverbos, aangelegde gemeentelijke begraafplaats. Vier graven, waaronder het graf Karl Wilhelm Naundorff                                                                                                  |
| Voormalig universiteitsgebouw voor de afdeling Weg- en Waterbouw. Met erfafscheiding. | Onderwijs en wetenschap   | 1918-1923                                                           | G. van Drecht                                                 | Oostplantsoen 94-124 Raam 60-178 | 52° 0' 57" NB, 4° 21' 40" OL  | 525252 | Meer afbeeldingen |
| Centrale Bibliotheek | Onderwijs en wetenschap   | 1910-1915                                                           | J.A.W. Vrijman                                                | Doelenstraat 137-159 Raam 180 Schuttersveld 2                                                                                                 | 52° 0' 57" NB, 4° 21' 37" OL  | 525253 | Meer afbeeldingen |
| Haverbrug | Brug                      | 1872                                                                |                                                               | Haverbrug, over Binnenwatersloot. onderdeel van complex 525254                                                                                | 52° 0' 33" NB, 4° 21' 22" OL  | 525256 | Meer afbeeldingen |
| Voormalige laboratorium, nu Techniekmuseum | Onderwijs en wetenschap   | 1905-1911                                                           | J.A.W. Vrijman                                                | Ezelsveldlaan 61 | 52° 0' 33" NB, 4° 21' 59" OL  | 525261 | Meer afbeeldingen |
| Schoorsteen | Industrie                 | 1905-1911                                                           |                                                               | Ezelsveldlaan, schoorsteen, hoort bij Ezelsveldlaan 61                                                                                        | 52° 0' 33" NB, 4° 21' 59" OL  | 525262 | Meer afbeeldingen |
| Eenvoudige dubbele dienstwoning uit 1905-1911 | Dienstwoning              | 1905-1911                                                           | J.A.W. Vrijman                                                | Ezelsveldlaan 55-57 | 52° 0' 32" NB, 4° 21' 57" OL  | 525263 | Meer afbeeldingen |
| Museumhof (voormalig universiteitsgebouw Werktuigbouwkunde) | Onderwijs en wetenschap   | 1911                                                                | J.A.W. Vrijman                                                | Ezelsveldlaan 63-121 Nieuwelaan 114-176 | 52° 0' 34" NB, 4° 22' 3" OL   | 525264 | Meer afbeeldingen |
| 19e-eeuws gedeelte van begraafplaats Jaffa | Begraafplaats en -onderdl | 1868                                                                |                                                               | Jaffalaan 10 | 52° 0' 13" NB, 4° 22' 24" OL  | 525266 | Meer afbeeldingen |
| Directeurswoning Jaffa | Dienstwoning              | 1868                                                                |                                                               | Jaffalaan 10 | 52° 0' 12" NB, 4° 22' 19" OL  | 525267 | Meer afbeeldingen |
| Rode Scheikunde | Onderwijs en wetenschap   | 1918-1923                                                           | G. van Drecht                                                 | Julianalaan 132-134 Michiel de Ruyterweg 10-12 Schoemakerstraat 2 Zuidplantsoen 2a-6                                                          | 52° 0' 21" NB, 4° 22' 14" OL  | 525269 | Meer afbeeldingen |
| AVC. Voormalig ketelhuis | Industrie                 | 1918-1923                                                           | G. van Drecht                                                 | Zuidplantsoen 2 | 52° 0' 19" NB, 4° 22' 16" OL  | 525270 | AVC. Voormalig ketelhuis |
| De Tempel | Bijgebouwen kastelen enz. | 1918-1923                                                           | G. van Drecht                                                 | Zuidplantsoen 8 | 52° 0' 23" NB, 4° 22' 18" OL  | 525271 | De Tempel |
| Allerheiligst Sacrament (Vredeskerk) | Kerk en kerkonderdeel     | 1938-1940                                                           |                                                               | Poortlandplein 1 | 52° 0' 28" NB, 4° 22' 22" OL  | 525273 | Meer afbeeldingen |
| Parochiehuis met erfafscheiding | Vergadering en vereniging | 1938-1940                                                           |                                                               | Nassaulaan 2 | 52° 0' 27" NB, 4° 22' 23" OL  | 525274 | Parochiehuis met erfafscheiding |
| Patronaatsgebouw | Vergadering en vereniging | 1929                                                                |                                                               | Simonsstraat 113-117 | 52° 0' 28" NB, 4° 22' 23" OL  | 525275 | Meer afbeeldingen |
| Kantoor- en fabrieksgebouw De Porceleyne Fles | Handel en kantoor         | 1930                                                                | A. van der Lee                                                | Rotterdamseweg 196 | 52° 0' 5" NB, 4° 22' 1" OL    | 525284 | Kantoor- en fabrieksgebouw De Porceleyne Fles |
| De Porceleyne Fles, binnentuin | Tuin, park en plantsoen   | 1910-1920                                                           |                                                               | Rotterdamseweg 196 | 52° 0' 5" NB, 4° 22' 0" OL    | 525285 | De Porceleyne Fles, binnentuin |
| De Porceleyne Fles, fabrieksgebouw dat aan alle zijden is vastgebouwd aan latere toevoegingen | Industrie                 | 1910-1920                                                           |                                                               | Rotterdamseweg 196 | 52° 0' 5" NB, 4° 21' 59" OL   | 525286 | Upload foto |
| Boerderijcomplex Veelust | Boerderij                 | 1890                                                                |                                                               | Schieweg 168 | 51° 58' 25" NB, 4° 23' 2" OL  | 525288 | Boerderijcomplex Veelust |
| Boerderijcomplex Veelust, toegangshek | Erfscheiding              | 1900                                                                |                                                               | Schieweg bij 168 | 51° 58' 26" NB, 4° 23' 4" OL  | 525289 | Boerderijcomplex Veelust, toegangshek |
| Boerderijcomplex Veelust, veeschuur | Boerderij                 | 1900                                                                |                                                               | Schieweg bij 168 | 51° 58' 25" NB, 4° 23' 1" OL  | 525290 | Meer afbeeldingen |
| Boerderijcomplex Veelust, hooischuur | Boerderij                 | 1900                                                                |                                                               | Schieweg bij 168 | 51° 58' 25" NB, 4° 23' 2" OL  | 525291 | Boerderijcomplex Veelust, hooischuur |
| Boerderijcomplex Veelust, schuur | Boerderij                 | 1900                                                                |                                                               | Schieweg bij 168 | 51° 58' 25" NB, 4° 23' 2" OL  | 525292 | Boerderijcomplex Veelust, schuur |
| Boerderijcomplex Veelust, schuur | Boerderij                 | 1900                                                                |                                                               | Schieweg bij 168 | 51° 58' 25" NB, 4° 23' 2" OL  | 525293 | Boerderijcomplex Veelust, schuur |
| Universiteitsgebouw, Technische Hogeschool voor Mijnbouwkunde en Petroleumwinning, thans Science Centre Delft | Onderwijs en wetenschap   | 1912                                                                | J.A.W. Vrijman                                                | Mijnbouwstraat 120 | 52° 0' 26" NB, 4° 22' 7" OL   | 525295 | Meer afbeeldingen |
| Vrijstaande dienstwoning | Dienstwoning              | 1912                                                                |                                                               | Mijnbouwstraat 118 | 52° 0' 26" NB, 4° 22' 5" OL   | 525296 | Vrijstaande dienstwoning |
| Zeepfabriek Bousquet: werk-woonhuis in neoclassicistische bouwstijl | Industrie                 | 1800-1900                                                           |                                                               | Voorstraat 90 | 52° 0' 55" NB, 4° 21' 18" OL  | 525301 | Meer afbeeldingen |
| Pand, onderdeel complex Bousquet | Boerderij                 | 1800-1900                                                           |                                                               | Voorstraat 92 | 52° 0' 56" NB, 4° 21' 19" OL  | 525302 | Meer afbeeldingen |
| Pakhuis | Opslag                    | 1876                                                                |                                                               | Kromstraat 33 | 52° 0' 38" NB, 4° 21' 35" OL  | 525303 | Pakhuis |
| Voormalig gerechtsgebouw | Gerechtsgebouw            | 1907                                                                | Willem Metzelaar                                              | Korte Geer 1/1a | 52° 0' 28" NB, 4° 21' 36" OL  | 525304 | Meer afbeeldingen |
| Schoolgebouw van de Delftsche Schoolvereeniging, voormalig weeshuis | Sociale zorg, liefdadigh. | 1909-1910                                                           |                                                               | Koningsplein 81a-83 | 52° 1' 4" NB, 4° 21' 23" OL   | 525307 | Meer afbeeldingen |
| Gebouw voor geodesie | Onderwijs en wetenschap   | 892-1895                                                            | J. van Lokhorst                                               | Kanaalweg 4 | 52° 0' 30" NB, 4° 22' 7" OL   | 525308 | Meer afbeeldingen |
| Huetbank ter nagedachtenis aan professor Adrien Huet, hoogleraar aan de Technisch Hogeschool van Delft | Gedenkteken               | 1901                                                                | Adolf le Comte/A.W.M. Odé                                     | Kalverbos | 52° 1' 2" NB, 4° 21' 6" OL    | 525309 | Meer afbeeldingen |
| Villa Vrijenban | Bestuursgebouw en onderdl | 1877                                                                | B. Schelling Az.                                              | Nieuwe Plantage 58 | 52° 1' 5" NB, 4° 21' 11" OL   | 525310 | Meer afbeeldingen |
| Hopbrug | Brug                      | 1865                                                                |                                                               | Oosteinde ongenummerd, Hopbrug | 52° 0' 44" NB, 4° 21' 49" OL  | 525311 | Hopbrug |
| Goudriaan pomp | Industrie                 | ca. 1920                                                            | A. van der Lee                                                | Beestenmarkt 48 | 52° 0' 42" NB, 4° 21' 48" OL  | 525314 | Goudriaan pomp |
| Marlothoeve | Boerderij                 | 1868                                                                |                                                               | Buitenwatersloot 321-323 | 52° 0' 17" NB, 4° 20' 49" OL  | 525315 | Meer afbeeldingen |
| Groot winkel-woonhuis verwant aan de Art Nouveau | Werk-woonhuis             | 1899                                                                | G. Versteeg                                                   | Cameretten 1 Wijnhaven 22a | 52° 0' 41" NB, 4° 21' 28" OL  | 525316 | Groot winkel-woonhuis verwant aan de Art Nouveau |
| Rij van acht arbeiderswoningen in ambachtelijk-traditionele bouwtrant | Woonhuis                  | 1849                                                                |                                                               | Doelenstraat 33-47 | 52° 0' 55" NB, 4° 21' 28" OL  | 525317 | Rij van acht arbeiderswoningen in ambachtelijk-traditionele bouwtrant |
| Voormalige fabrieks- en kantoorgebouw F.W. Braat's Koninklijke Stoomfabriek van Werken in Zink en andere Metalen (2009: Bacinol) | Handel en kantoor         | 1932                                                                | J. de Bie Leuveling Tjeenk                                    | Hooikade 13 | 52° 0' 15" NB, 4° 21' 35" OL  | 525318 | Voormalige fabrieks- en kantoorgebouw F.W. Braat's Koninklijke Stoomfabriek van Werken in Zink en andere Metalen (2009: Bacinol) |
| Onder 't Stroodak | Woonhuis                  | 1920                                                                | A.H. Wegerif Gzn.                                             | Julianalaan 156 | 52° 0' 9" NB, 4° 22' 1" OL    | 525319 | Onder 't Stroodak |
| Artilleriekazerne | Militair verblijfsgebouw  | 1845                                                                |                                                               | Paardenmarkt 1 | 52° 1' 1" NB, 4° 21' 27" OL   | 525321 | Artilleriekazerne |
| Woonhuis annex politiepost | Woonhuis                  | 1920-1930                                                           |                                                               | Poortlandplein 5 | 52° 0' 26" NB, 4° 22' 16" OL  | 525322 | Woonhuis annex politiepost |
| Villa Solheim | Woonhuis                  | 1932                                                                | A.H. Wegerif Gzn.                                             | Ruys de Beerenbrouckstraat 47 | 52° 0' 47" NB, 4° 20' 43" OL  | 525323 | Meer afbeeldingen |
| De Liefde | Opslag                    | 1899                                                                | B. Schelling Az.                                              | Scheepmakerij 11 | 52° 0' 18" NB, 4° 21' 43" OL  | 525324 | De Liefde |
| Kosterswoning | Kerkelijke dienstwoning   | 1881                                                                |                                                               | Bagijnhof 21-23 | 52° 0' 49" NB, 4° 21' 11" OL  | 525325 | Meer afbeeldingen |
| Sint Joris Gasthuis | Gezondheidszorg           | 1895                                                                | M.A.C. Hartman                                                | Sint-Jorisweg 2 | 52° 1' 15" NB, 4° 21' 39" OL  | 525326 | Meer afbeeldingen |
| Voormalig laboratorium voor Microbiologie van de Technische Hogeschool Delft | Onderwijs en wetenschap   | 1895, 1911 en 1929 uitgebreid                                       | J. van Lokhorst                                               | Nieuwelaan 1 | 52° 0' 30" NB, 4° 21' 58" OL  | 525328 | Meer afbeeldingen |
| Sportverenigingsgebouw | Sport en recreatie        | 1926                                                                | L.C. Kalff en J.D. Hanrath                                    | Nieuwelaan 51 | 52° 0' 32" NB, 4° 22' 5" OL   | 525329 | Meer afbeeldingen |
| Voormalige dubbele brugwachterswoning met hekwerk | Dienstwoning              | 1893                                                                |                                                               | Nieuwelaan 180-182 | 52° 0' 36" NB, 4° 22' 7" OL   | 525330 | Voormalige dubbele brugwachterswoning met hekwerk |
| Lepelbrug | Brug                      | 1928-1929                                                           |                                                               | Wateringseweg ongenummerd, lepelbrug. | 52° 1' 4" NB, 4° 21' 4" OL    | 525331 | Meer afbeeldingen |
| Kantoorgebouw Koninklijke Nederlandsche Gist- en Spiritusfabriek | Handel en kantoor         | 1906                                                                | B. Schelling Az.                                              | Wateringseweg 1 | 52° 1' 7" NB, 4° 20' 58" OL   | 525332 | Meer afbeeldingen |
| Voormalig schoolgebouw (gymnasium) op een min of meer H-vormige plattegrond. Gevels zijn grotendeels opgetrokken in schoon metselwerk | Onderwijs en wetenschap   | 1890                                                                | C.J. de Bruyn Kops                                            | Barbarasteeg 1-5 Westvest 41 | 52° 0' 26" NB, 4° 21' 30" OL  | 525333 | Meer afbeeldingen |
| Laboratorium voor Algemene en Analytische Chemie van de Technische Hogeschool, bekend als het gebouw voor Scheikundige Propedeuse. Hoofdtrappenhuis met bouwkeramiek is beschermd. | Onderwijs en wetenschap   | 1923                                                                | J.A.W. Vrijman                                                | De Vries van Heijstplnts 2 | 52° 0' 21" NB, 4° 22' 7" OL   | 525334 | Laboratorium voor Algemene en Analytische Chemie van de Technische Hogeschool, bekend als het gebouw voor Scheikundige Propedeuse. Hoofdtrappenhuis met bouwkeramiek is beschermd. |
| Stationsgebouw | Transport                 | 1884-1885                                                           |                                                               | Van Leeuwenhoeksingel 41-43 | 52° 0' 24" NB, 4° 21' 23" OL  | 525335 | Meer afbeeldingen |
| Elout van SoeterWoude-school | Onderwijs en wetenschap   | 1908                                                                |                                                               | Spoorsingel 8 | 52° 0' 34" NB, 4° 21' 16" OL  | 525340 | Meer afbeeldingen |
| Woonhuis met zijvleugel. Deze zijvleugel zonder eigen ingang is toegankelijk via het woonhuis | Woonhuis                  | ca. 1875                                                            |                                                               | Spoorsingel 24-25 | 52° 0' 37" NB, 4° 21' 14" OL  | 525341 | Woonhuis met zijvleugel. Deze zijvleugel zonder eigen ingang is toegankelijk via het woonhuis |
| Rapenbloembrug | Brug                      | 1891                                                                |                                                               | Verwersdijk ongenummerd, Rapenbloembrug | 52° 0' 54" NB, 4° 21' 12" OL  | 525342 | Rapenbloembrug |
| Schoolgebouw, voormalige gemeenteschool voor jongens in stijl van het Eclecticisme | Onderwijs en wetenschap   | 1874                                                                | C.J. de Bruyn                                                 | Verwersdijk 8 | 52° 0' 49" NB, 4° 21' 33" OL  | 525343 | Meer afbeeldingen |
| Herenhuis, met links een oudere poort naar het achtererf. Drieassige voorgevel van het type lijstgevel | Woonhuis                  | 1875                                                                |                                                               | Vlamingstraat 42 | 52° 0' 49" NB, 4° 21' 42" OL  | 525344 | Meer afbeeldingen |
| Voormalige voorkerk/herenhuis met toegang naar een inmiddels afgebroken, uit 1882 daterende kerk | Woonhuis                  | 1882                                                                |                                                               | Vlamingstraat 44 | 52° 0' 49" NB, 4° 21' 42" OL  | 525345 | Meer afbeeldingen |
| Pastorie met daarnaast hekwerk voormalige Sint-Hippolytuskerk | Kerkelijke dienstwoning   | 1912                                                                | J. Th. van Rossum                                             | Voorstraat 26 | 52° 0' 49" NB, 4° 21' 23" OL  | 525346 | Meer afbeeldingen |
| Zeepfabriek Bousquet: zeepfabriek met schoorsteen | Industrie                 | tweede helft 19e eeuw                                               |                                                               | Voorstraat 90/92 schoorsteen | 52° 0' 55" NB, 4° 21' 18" OL  | 526183 | Meer afbeeldingen |
| Agnetapark, arbeiderskolonie met in kleine blokjes gegroepeerde woningen, elk voorzien van eigen door heggen begrensde tuintjes. Omvat slingerend stratenpatroon, landschappelijk aangelegd park, arbeiderswoningen, drukkerij, gemeenschapshuis                                                                                 | Gebouw                    | 1890                                                                | A. Zieren, L.P. Zocher, F.M.L. Kerkhoff, E. Gugel             | Frederik Matthesstraat, Laan van Altena, Zocherweg, Pasteurstraat, J.C. van Markenweg, Vijver Noord, Vijver Zuid, Wallerstraat, Verkadestraat | 52° 0' 56" NB, 4° 20' 48" OL  | 46887  | Meer afbeeldingen |
| Laboratorium voor microchemie en metallografie, later Technische Physica van de afdeling der Algemene Wetenschappen van de Technische Hogeschool | Onderwijs en wetenschap   | 1930                                                                | G. van Drecht, W.F.L. van Leeuwen en Johann Gottfried Robbers | Mijnbouwplein 11 | 52° 0' 23" NB, 4° 22' 3" OL   | 525327 | Meer afbeeldingen |
| Hammenwoning: vrijstaande woning | Boerderij                 | 1927                                                                |                                                               | Rotterdamseweg 155 | 51° 59' 51" NB, 4° 22' 12" OL | 525277 | Meer afbeeldingen |
| Hammenwoning: schuur ten noordoosten van de boerderij | Boerderij                 | 1900                                                                |                                                               | Rotterdamseweg 155 | 51° 59' 51" NB, 4° 22' 12" OL | 525279 | Meer afbeeldingen |
| Hammenwoning: karnschuur (ten zuidoosten van woonhuis) | Boerderij                 | 1600-1700                                                           |                                                               | Rotterdamseweg 155 | 51° 59' 51" NB, 4° 22' 13" OL | 525280 | Meer afbeeldingen |
| Hammenwoning: vierroeden hooiberg | Boerderij                 | 1850-1940                                                           |                                                               | Rotterdamseweg 155 | 51° 59' 51" NB, 4° 22' 13" OL | 525281 | Meer afbeeldingen |
| Hammenwoning: vijfroeden hooiberg ten oosten van woonhuis | Boerderij                 | 1850-1940                                                           |                                                               | Rotterdamseweg 155 | 51° 59' 51" NB, 4° 22' 13" OL | 525282 | Upload foto |
| Gebouw voor Werktuigbouwkunde, Maritieme techniek en Materiaalkunde | Onderwijs en wetenschap   | 1953                                                                | A.J. van der Steur en G. Drexhage                             | Mekelweg 2 | 52° 0' 3" NB, 4° 22' 19" OL   | 530937 | Meer afbeeldingen |
| Aula (TU Delft) | Onderwijs en wetenschap   | 1961–1966                                                           | Van den Broek en Bakema                                       | Mekelweg 5 | 52° 0' 8" NB, 4° 22' 25" OL   | 532250 | Meer afbeeldingen |

Alblasserdam ·
Albrandswaard ·
Alphen aan den Rijn ·
Barendrecht ·
Bodegraven-Reeuwijk ·
Capelle aan den IJssel ·
Delft ·
Den Haag ·
Dordrecht ·
Goeree-Overflakkee ·
Gorinchem ·
Gouda ·
Hardinxveld-Giessendam ·
Hendrik-Ido-Ambacht ·
Hillegom ·
Hoeksche Waard‎ ·
Kaag en Braassem ·
Katwijk ·
Krimpen aan den IJssel ·
Krimpenerwaard ·
Lansingerland ·
Leiden ·
Leiderdorp ·
Leidschendam-Voorburg ·
Lisse ·
Maassluis ·
Midden-Delfland ·
Molenlanden ·
Nieuwkoop ·
Nissewaard ·
Noordwijk ·
Oegstgeest ·
Papendrecht ·
Pijnacker-Nootdorp ·
Ridderkerk ·
Rijswijk ·
Rotterdam ·
Schiedam ·
Sliedrecht ·
Teylingen ·
Vlaardingen ·
Voorne aan Zee ·
Voorschoten ·
Waddinxveen ·
Wassenaar ·
Westland ·
Zoetermeer ·
Zoeterwoude ·
Zuidplas ·
Zwijndrecht